# Liste der Baudenkmäler in Marktbreit
Auf dieser Seite sind die Baudenkmäler in der unterfränkischen Stadt Marktbreit zusammengestellt. Diese Tabelle ist eine Teilliste der Liste der Baudenkmäler in Bayern. Grundlage ist die Bayerische Denkmalliste, die auf Basis des Bayerischen Denkmalschutzgesetzes vom 1. Oktober 1973 erstmals erstellt wurde und seither durch das Bayerische Landesamt für Denkmalpflege geführt wird. Die folgenden Angaben ersetzen nicht die rechtsverbindliche Auskunft der Denkmalschutzbehörde. Diese Liste gibt den Fortschreibungsstand vom 27. Dezember 2023 wieder und enthält 119 Baudenkmäler.

## Ensembles

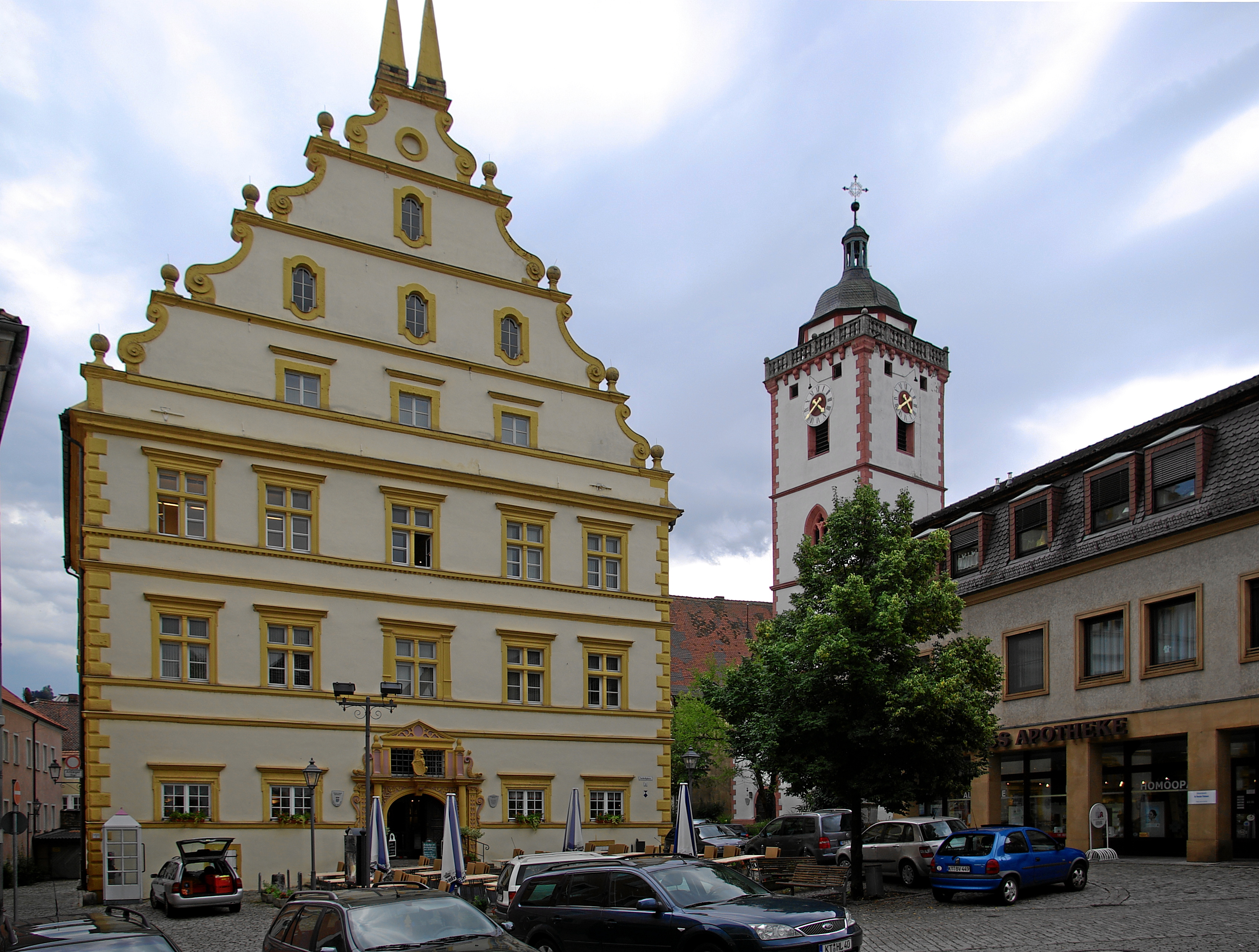
Schloss und St. Nikolai in der Altstadt Marktbreit (weitere Bilder)

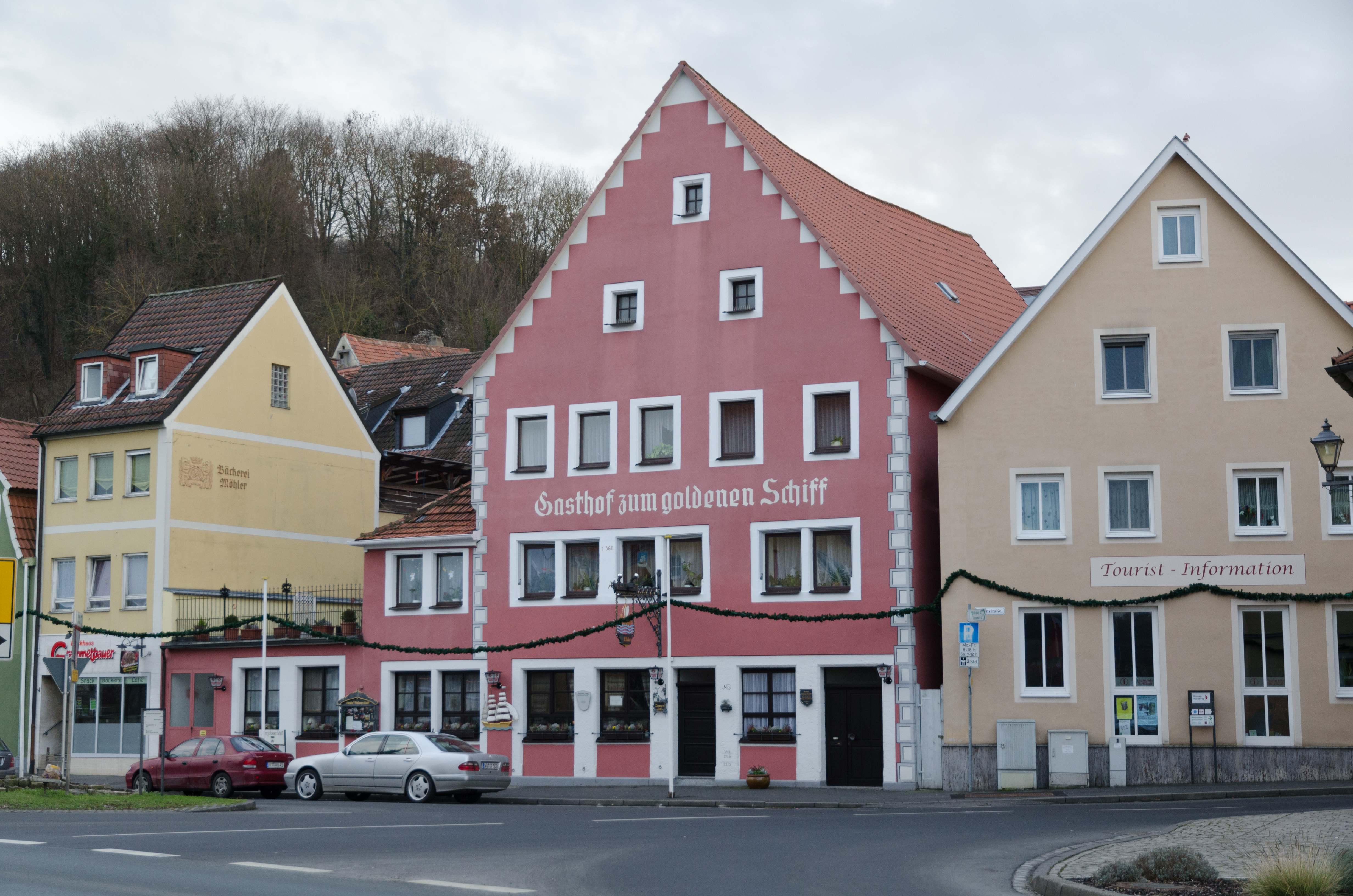
Westliches Ende des Ensembles Mainstraße (weitere Bilder)

### Ensemble Altstadt Marktbreit
(Lage, Umgrenzung: Maintor – Bachgasse – hintere Grundstücksgrenzen der Anwesen Bachgasse 3–41 – Breitbach – Fleischmannstraße – Zug der Stadtmauer vom Flurerturm zur Bahnhofstraße – Schiller-Allee – Steingraben – Am Graben)
Das Ensemble umfasst die Stadt innerhalb ihrer Ummauerung des 16. Jahrhunderts mit Einschluss des Breitbachs und seiner rechtsseitigen Bebauung. Der Ortsgrundriss verrät die späte Verstädterung: eine Hauptachse fehlt, als Träger der Planstruktur erscheint die platzartige Gabelung der Straßen nach Ochsenfurt und Enheim (Ochsenfurter Straße und Marktstraße), in der der Kern der Siedlung zu vermuten ist; einer späteren Entwicklung ist wohl der südöstliche Ortsteil zuzuschreiben, der sich leiterförmig zwischen den parallelen Zügen der Schuster- und der Pfarrgasse aufbaut. Eine Eigentümlichkeit bildet die Straße nach Obernbreit, die sich vor dem Maintor von der Main-Uferstraße trennt und dem Lauf des Breitbachs außerhalb der Ummauerung folgt. Die verschiedenen Entwicklungskomponenten verdichten sich zu einem städtebaulichen Gebilde unverwechselbaren Gepräges. Aus der zweiten Hälfte des 16. Jahrhunderts, der Zeit des Ausbaus zur herrschaftlichen Residenz, stammen die der Spätrenaissance verpflichteten, hoheitlichen Bauten: das Schloss, das Rathaus und die Wehranlagen der Stadtbefestigung. Das Schloss, ein breites, schlichtes Giebelhaus, beherrscht den quadratischen Schlossplatz, dem auch die im Zuge der Herrschaftskonsolidierung lutherisch gewordene, in ihrer Bausubstanz noch mittelalterliche Pfarrkirche lose zugeordnet erscheint; die Gabelung der Ochsenfurter- und der Marktstraße sowie der Ortseingang vom Main her stehen im Zeichen der Bautengruppe von Rathaus und Maintor, zwei zusammenhängenden Gebäuden in unverputztem Bruchsteinmauerwerk mit reichen Giebeln der Spätrenaissance. Aktennummer: E-6-75-147-1.

### Ensemble Mainstraße
(Lage, Umgrenzung: Mainstraße 2–60, gerade Nummern)
Die Mainfront entlang der Uferstraße nach Kitzingen ist kein Teil der Altstadt, sondern eine Erweiterung der ersten Hälfte des 19. Jahrhunderts. Die Häuserreihe ist wesentlich durch biedermeierliche Bauten in der landschaftstypischen Kalkbruchsteinbauweise geprägt. Aktennummer: E-6-75-147-2.

## Stadtbefestigung Marktbreit
Von der 1529–1550 angelegten Stadtbefestigung (Aktennummer: D-6-75-147-1, Bilder) haben sich Teile der Stadtmauer, ein Stadttor und einige Rundtürme erhalten. Reste der Stadtmauer sind fast rund um die Altstadt erhalten. Teilweise sind sie in Häuser verbaut. Das einzige erhaltene Stadttor ist das Maintor, das gleichzeitig einen Übergang über den Breitbach bildet. Es ist als eigenes Baudenkmal in die Denkmalliste eingetragen (siehe #D-6-75-147-48).
Im Folgenden sind die erhaltenen Objekte der Stadtbefestigung im Uhrzeigersinn aufgeführt, beginnend bei dem Maintor.
Nördlicher Stadtmauerzug entlang des Breitbachs:
- Marktstraße 1 (Lage): Stadtmauer, in Wohnhaus einbezogen, 16. Jahrhundert
- Marktstraße 3 (Lage): Stadtmauer, in Wohnhaus einbezogen, 16. Jahrhundert
- Marktstraße 5 (Lage): Stadtmauer, in Wohnhaus einbezogen, 16. Jahrhundert
- Schustergasse 1 (Lage): Stadtmauer, in Wohnhaus einbezogen, 16. Jahrhundert
- Schustergasse 5 (Lage): Stadtmauer, in Wohnhaus einbezogen, 16. Jahrhundert
- Schustergasse 7 (Lage): Stadtmauer, in Wohnhaus einbezogen, 16. Jahrhundert
- Schustergasse 9 (Lage): Stadtmauer, in Wohnhaus einbezogen, 16. Jahrhundert
- Schustergasse 11 (Lage): Stadtmauer, in Wohnhaus einbezogen, 16. Jahrhundert
- Schustergasse 13 (Lage): Stadtmauer, in Wohnhaus einbezogen, 16. Jahrhundert
- Schustergasse 15 (Lage): Stadtmauer, in Wohnhaus einbezogen, 16. Jahrhundert
- Schustergasse 17 (Lage): Mauerturm, runder Befestigungsturm, 1529/50
- Schustergasse 19 (Lage): Stadtmauer, in Wohnhaus einbezogen, 16. Jahrhundert
- Schustergasse 21, 23 (Lage): Stadtmauer, in Wohnhaus einbezogen, 16. Jahrhundert
- Schustergasse 25 (Lage): Stadtmauer, in Wohnhaus einbezogen, 16. Jahrhundert

In Schustergasse 27 und 29 ist die Stadtmauer im Wohnhäusern verbaut und nicht äußerlich sichtbar. Richtung Osten ist die Mauer durchbrochen.
- Schustergasse 33 (Lage): Stadtmauer, in Wohnhaus einbezogen, 16. Jahrhundert
- Schustergasse 35 (Lage): Stadtmauer, in Wohnhaus einbezogen, 16. Jahrhundert
- Schustergasse 37 (Lage): Stadtmauer, in Wohnhaus einbezogen, 16. Jahrhundert
- Schustergasse 39 (Lage): Stadtmauer, in Wohnhaus einbezogen, 16. Jahrhundert
- Fleischmannstraße 2 (Lage): Sogenannter Weißer Turm, runder Befestigungsturm mit Haubendach, 1529/50, 1601 erhöht

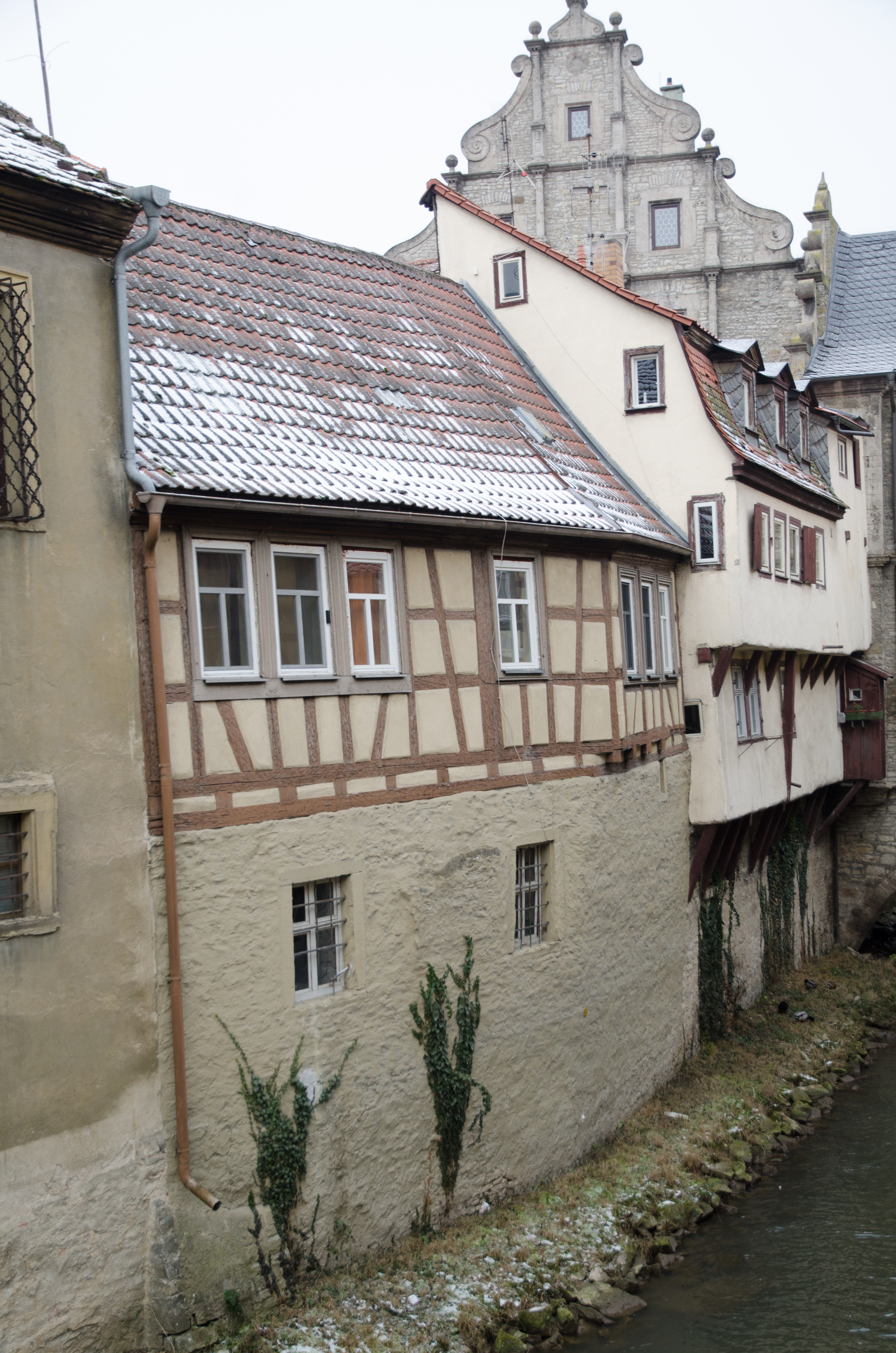
Marktstraße 1, 3
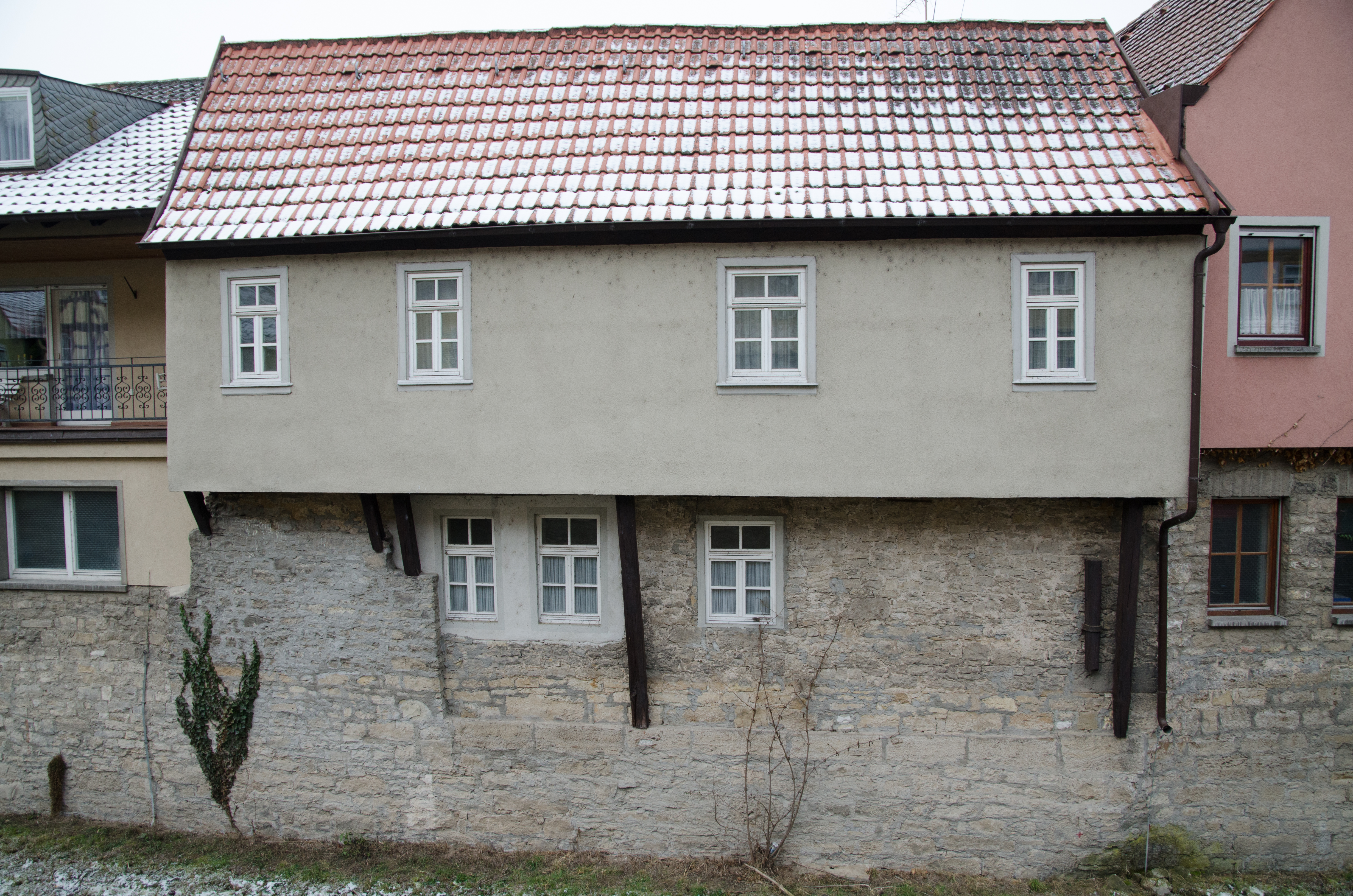
Schustergasse 5
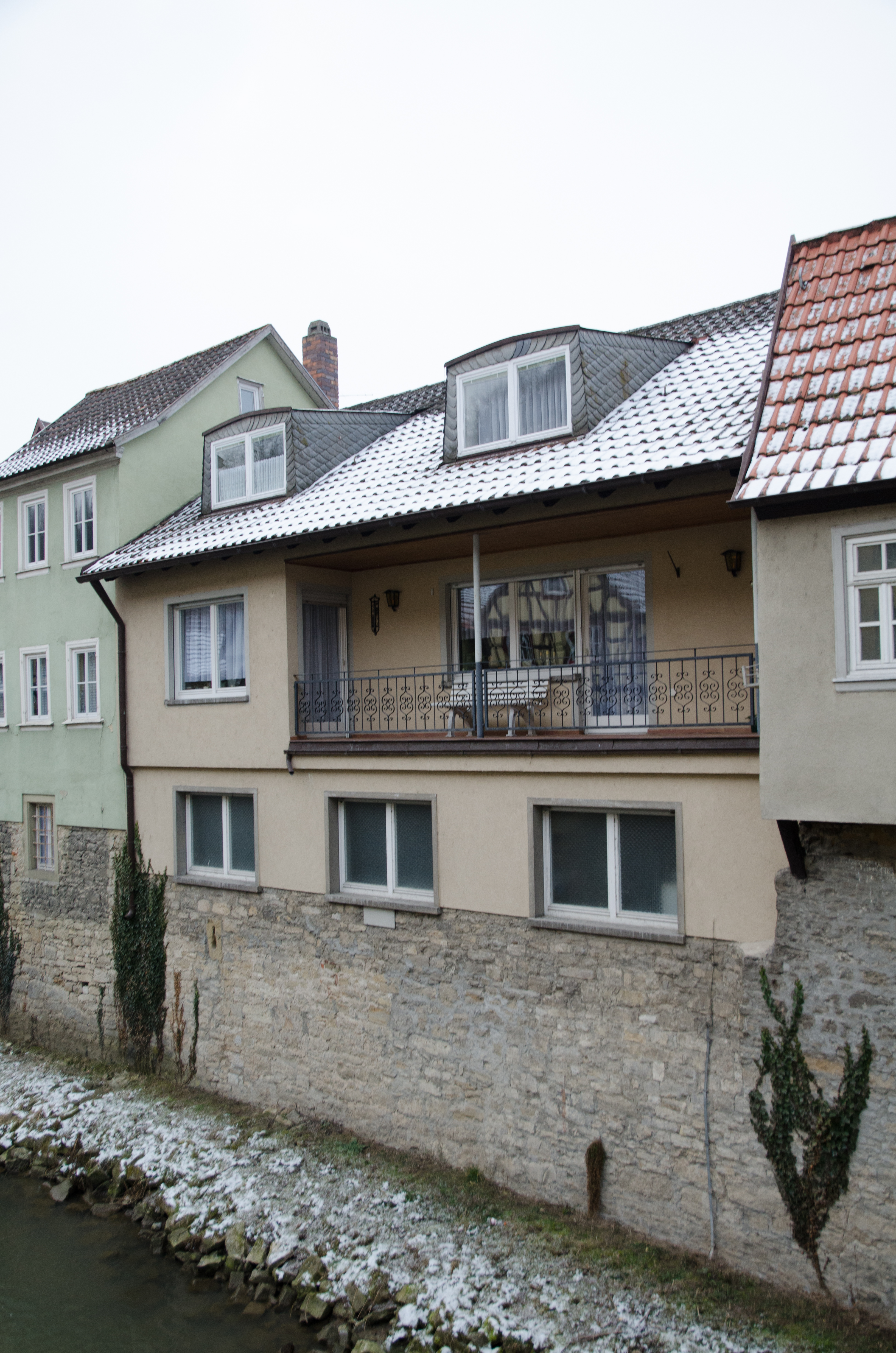
Schustergasse 7, 9
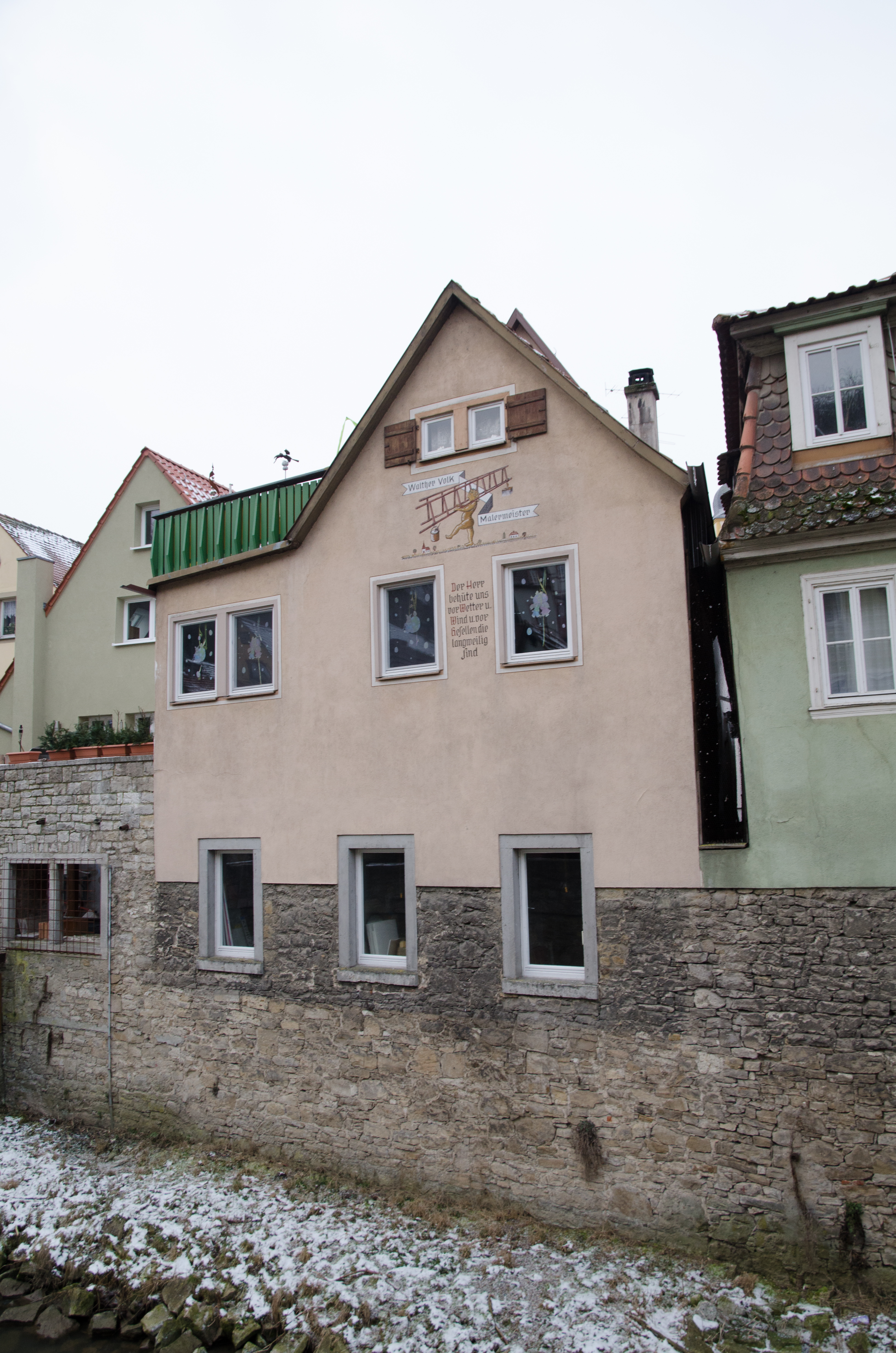
Schustergasse 13
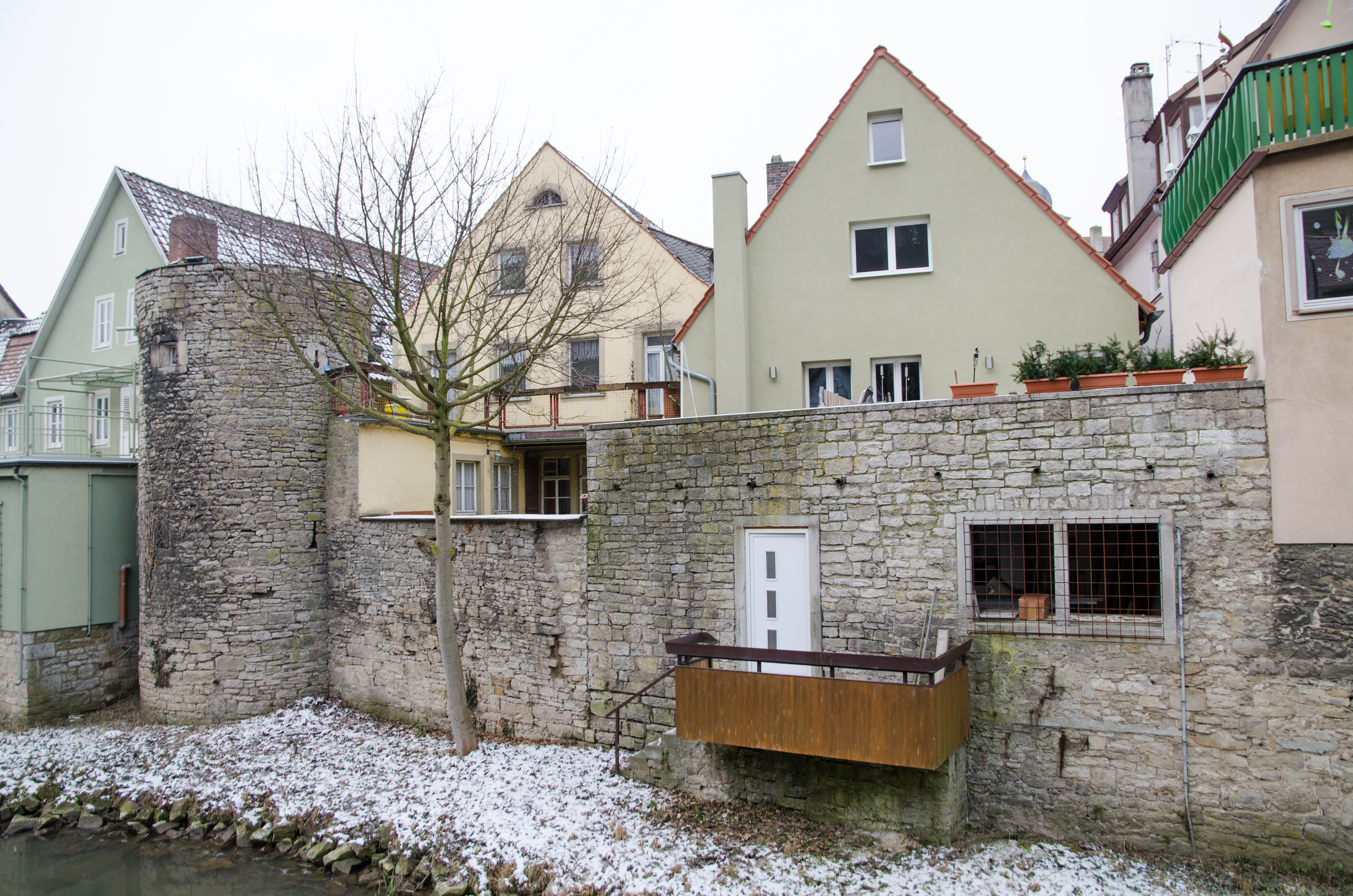
Schustergasse 15, 17 (weitere Bilder)
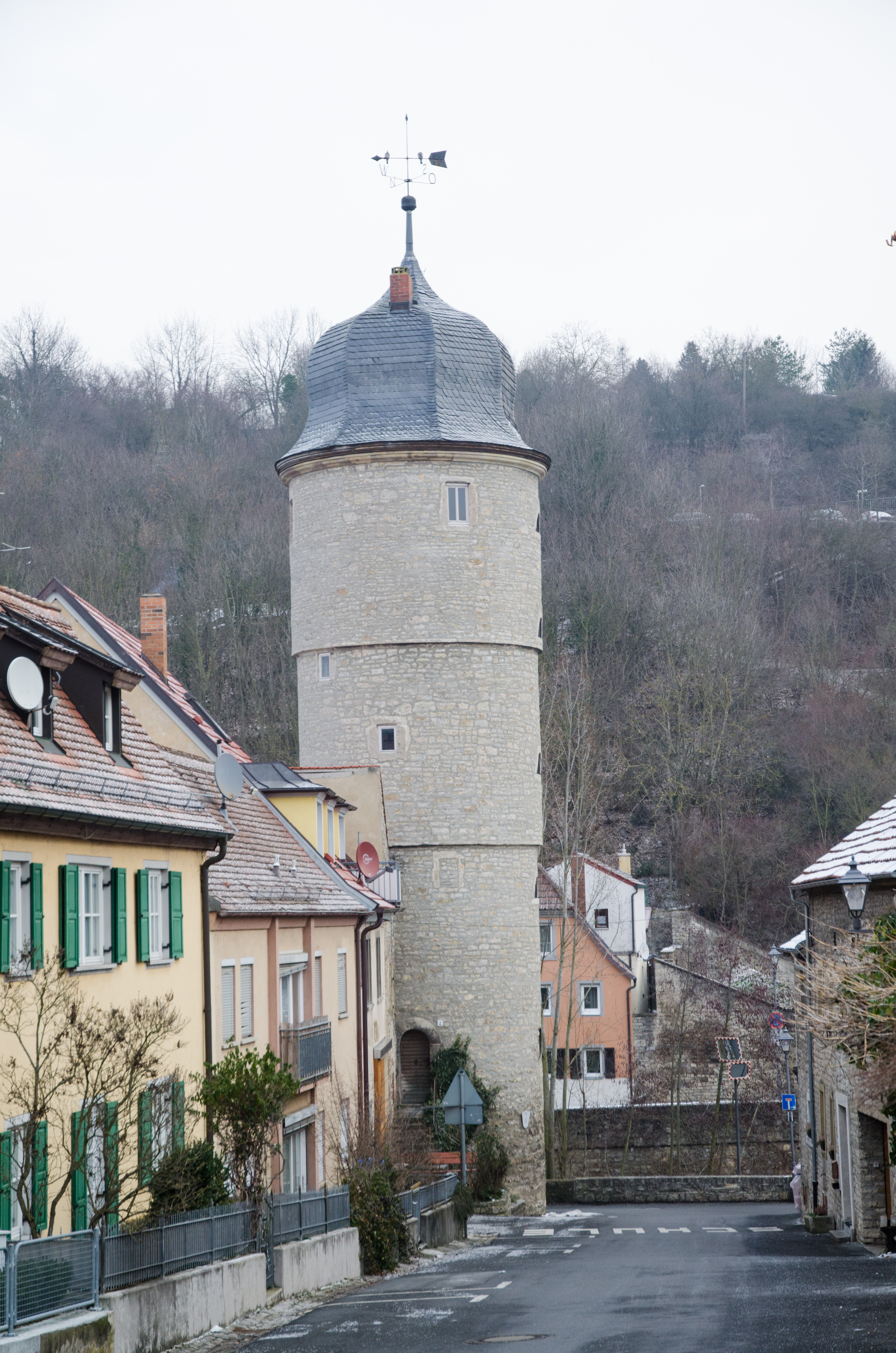
Weißer Turm (weitere Bilder)

Südöstlicher Stadtmauerzug entlang der Rosmaringasse:
- Untere Rosmaringasse 1 (Lage): Stadtmauer, in Wohnhaus einbezogen, 16. Jahrhundert
- Untere Rosmaringasse 3 (Lage): Stadtmauer, in Wohnhaus einbezogen, 16. Jahrhundert
- Untere Rosmaringasse 5 (Lage): Stadtmauer, in Wohnhaus einbezogen, 16. Jahrhundert
- Untere Rosmaringasse 7 (Lage): Mauerturm, Reste eines runden Mauerturms, zum Wohnhaus umgebaut
- Untere Rosmaringasse 7 (Lage): Stadtmauer, in Wohnhaus einbezogen, 16. Jahrhundert

Zwischen Untere Rosmaringasse und Obere Rosmaringasse ist die Mauer durchbrochen.
- Obere Rosmaringasse 1 (Lage): Sogenannter Flurersturm, Runder Befestigungsturm mit Spitzhelm, 1529/50
- Obere Rosmaringasse 1 (Lage): Stadftmauer, Entlang des Straßenzugs, Stadtmauer als Hangstützmauer genutzt
- Obere Rosmaringasse 3 (Lage): Stadtmauer, in Wohnhaus einbezogen, 16. Jahrhundert
- Untere Rosmaringasse 3 (Lage): Stadtmauer, in Wohnhaus einbezogen, 16. Jahrhundert
- Untere Rosmaringasse 5 (Lage): Stadtmauer, in Wohnhaus einbezogen, 16. Jahrhundert
- Untere Rosmaringasse 7 (Lage): Stadtmauer, in Wohnhaus einbezogen, 16. Jahrhundert
- Bahnhofstraße 5a (Lage): Stadtmauer, 16. Jahrhundert

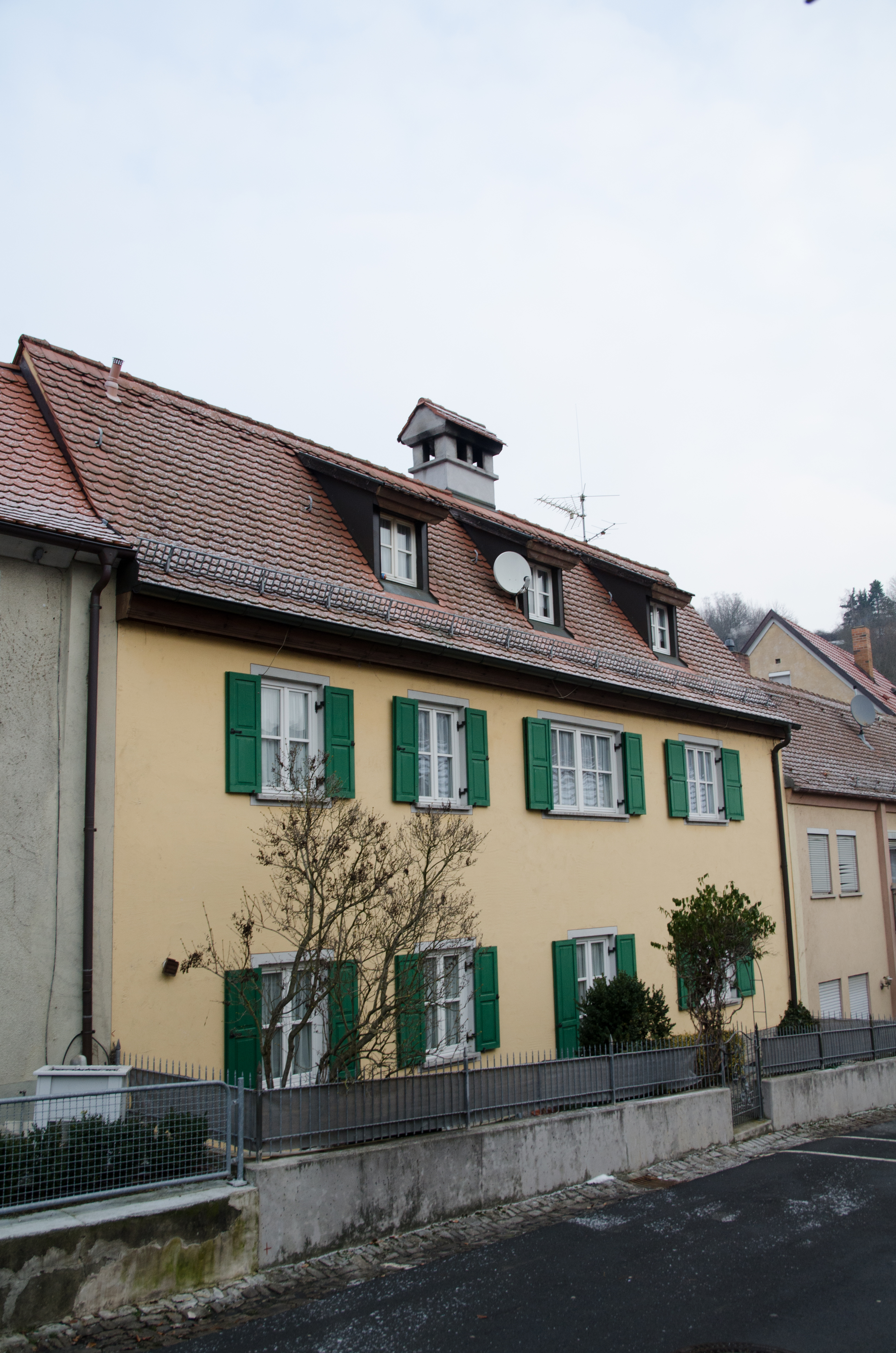
Stadtmauer Untere Rosmaringasse 3, Feldseite
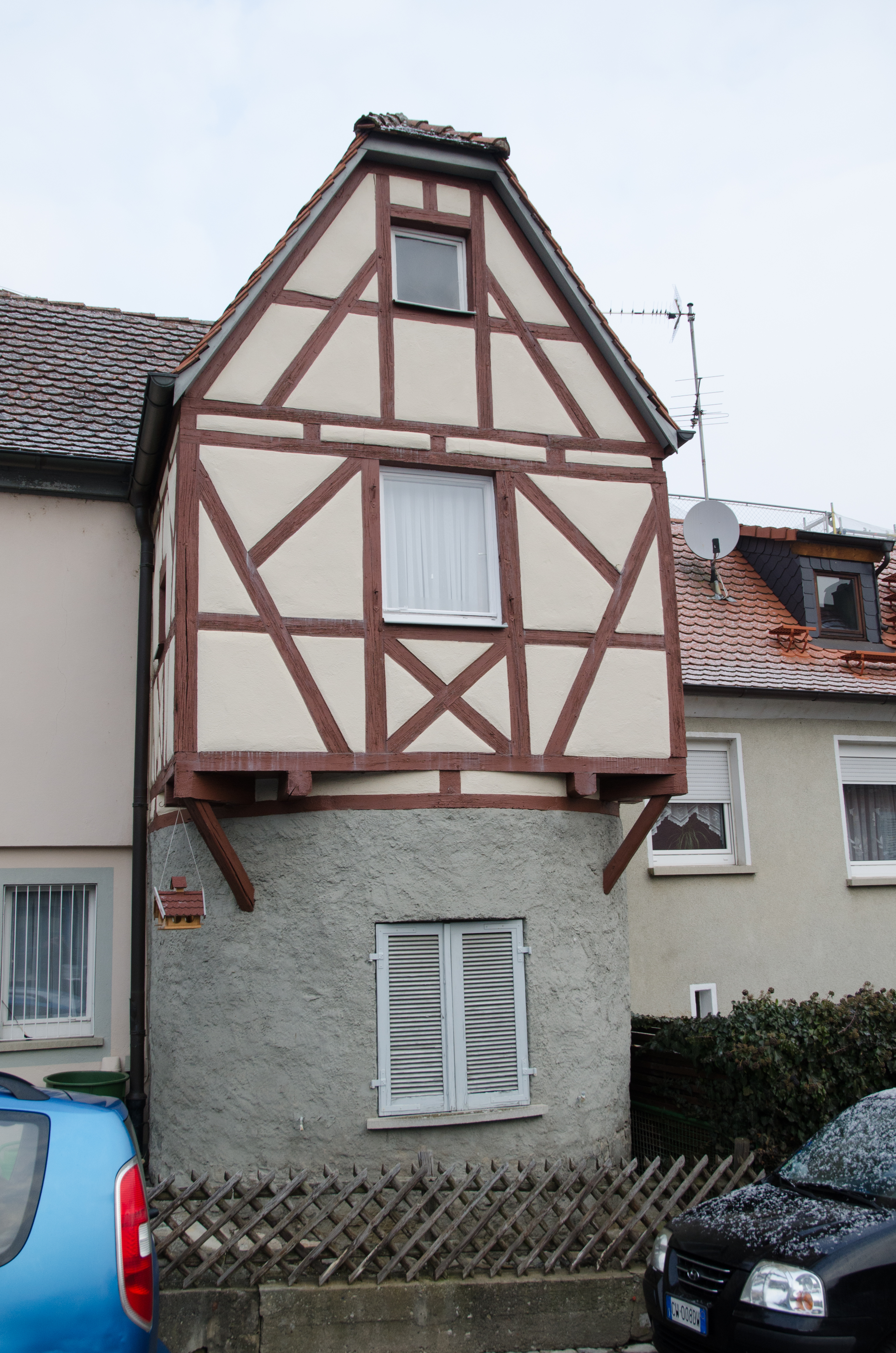
Untere Rosmaringasse 7, Feldseite weitere Bilder
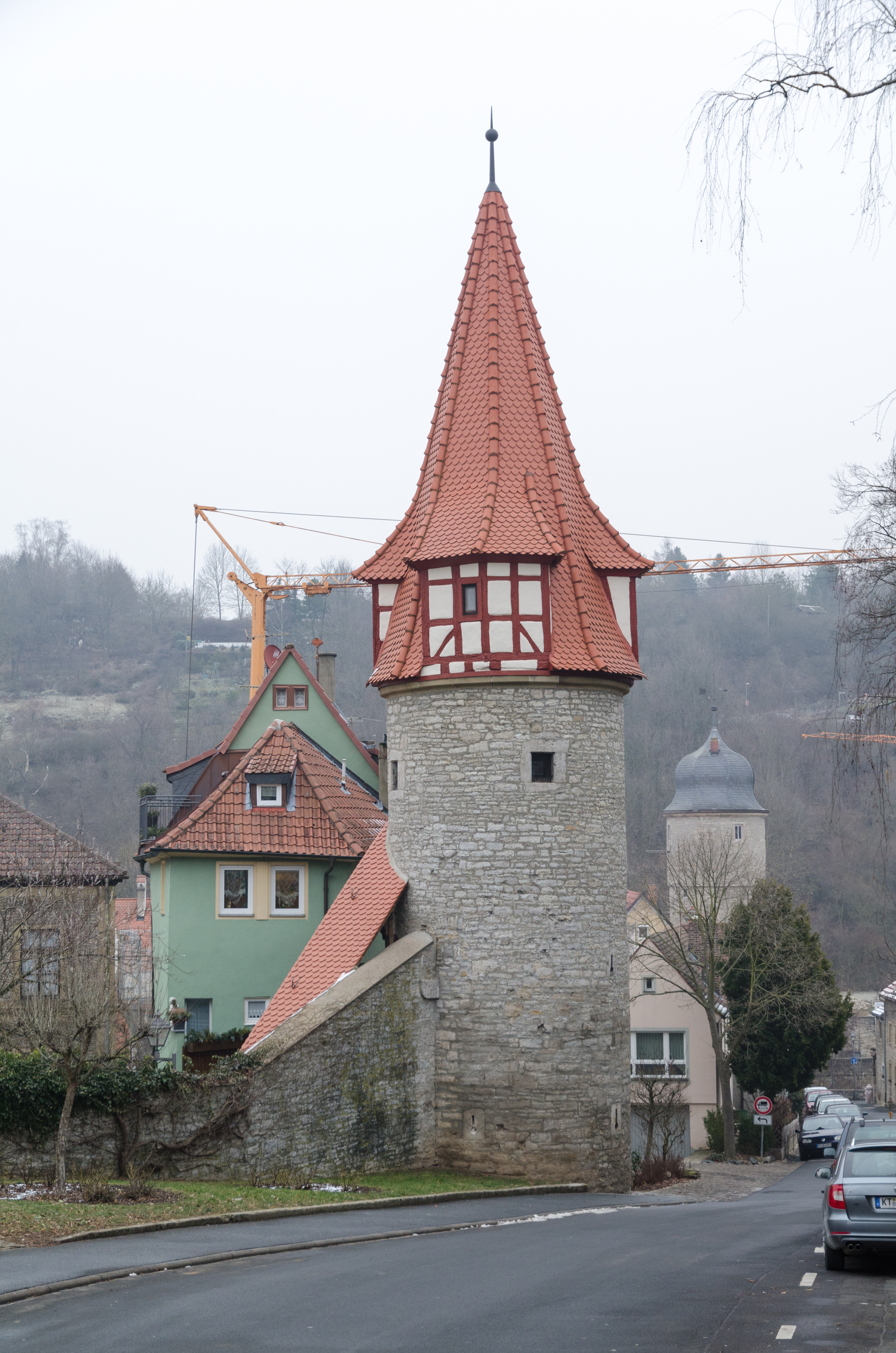
Flurersturm weitere Bilder
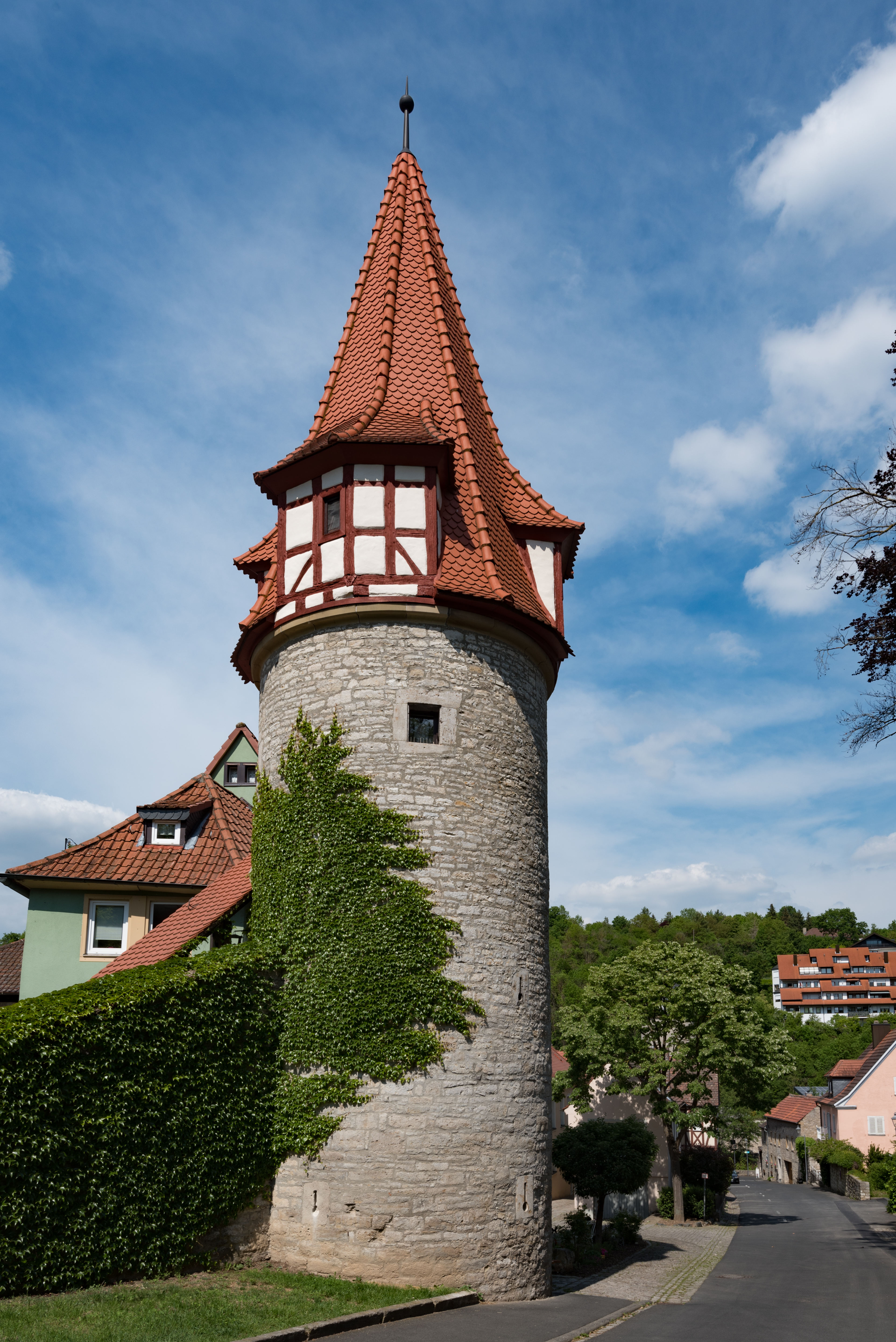
Flurersturm weitere Bilder
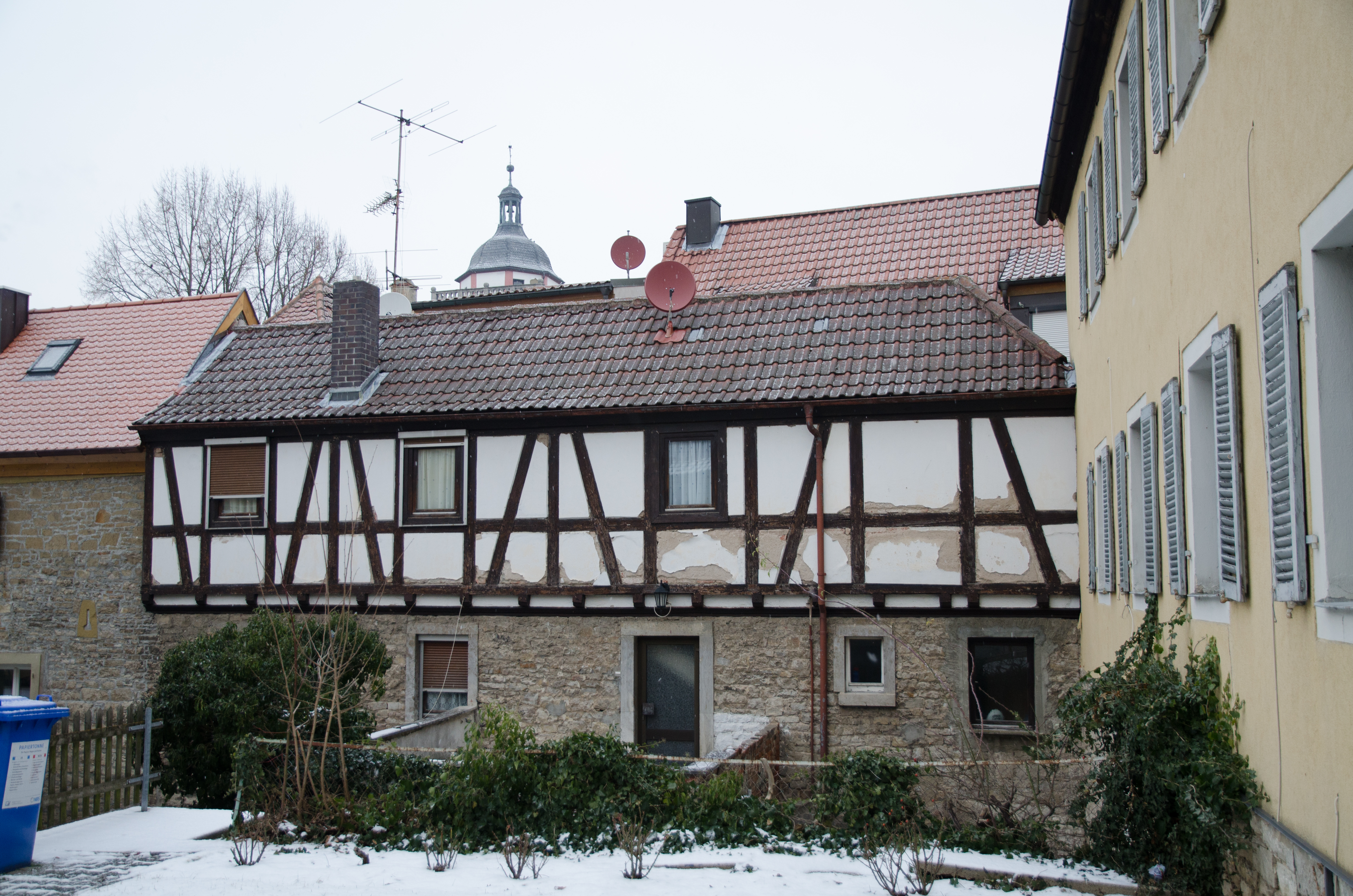
Stadtmauer Obere Rosmaringasse 3, Feldseite
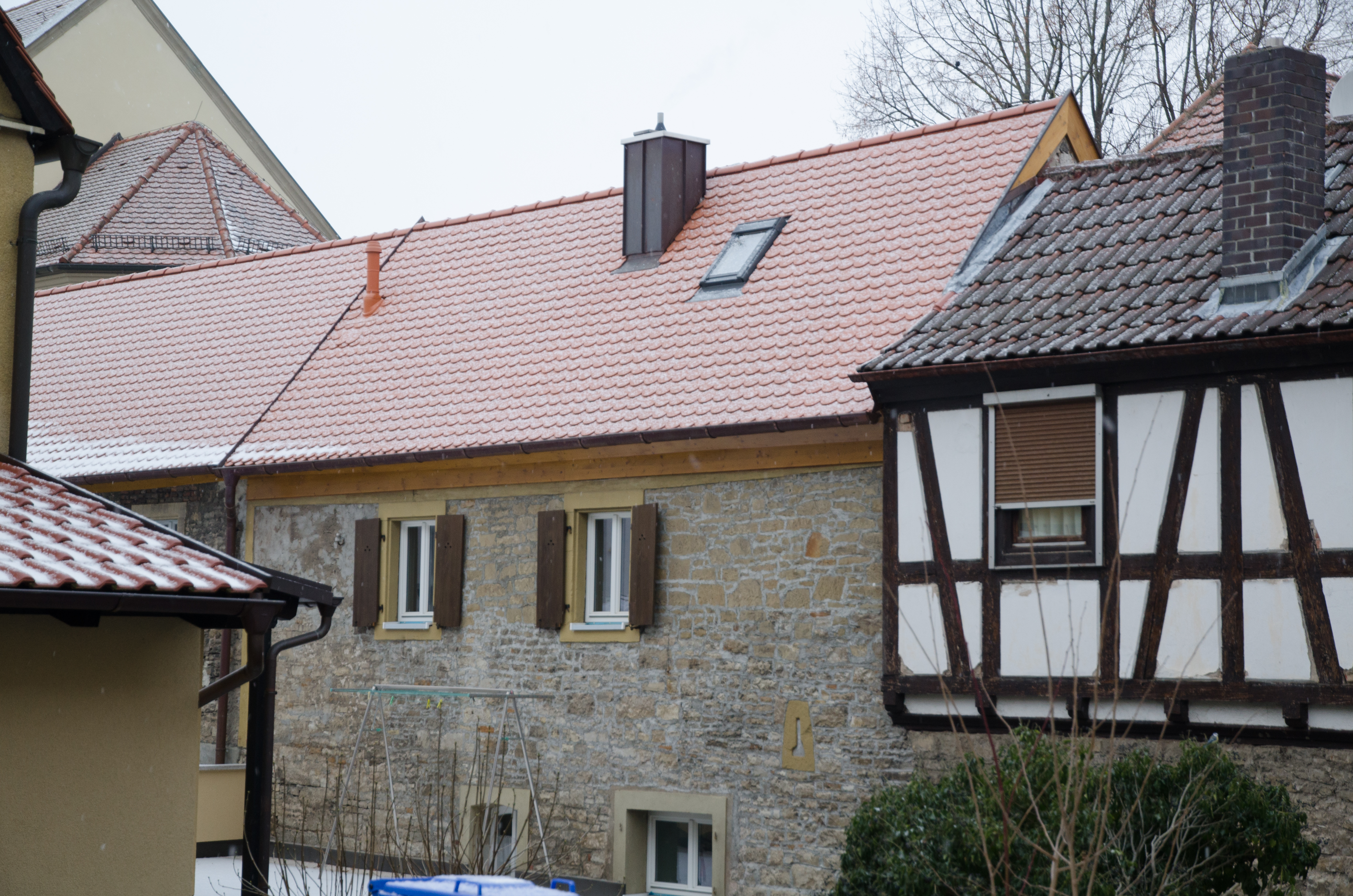
Stadtmauer Obere Rosmaringasse 5, Feldseite
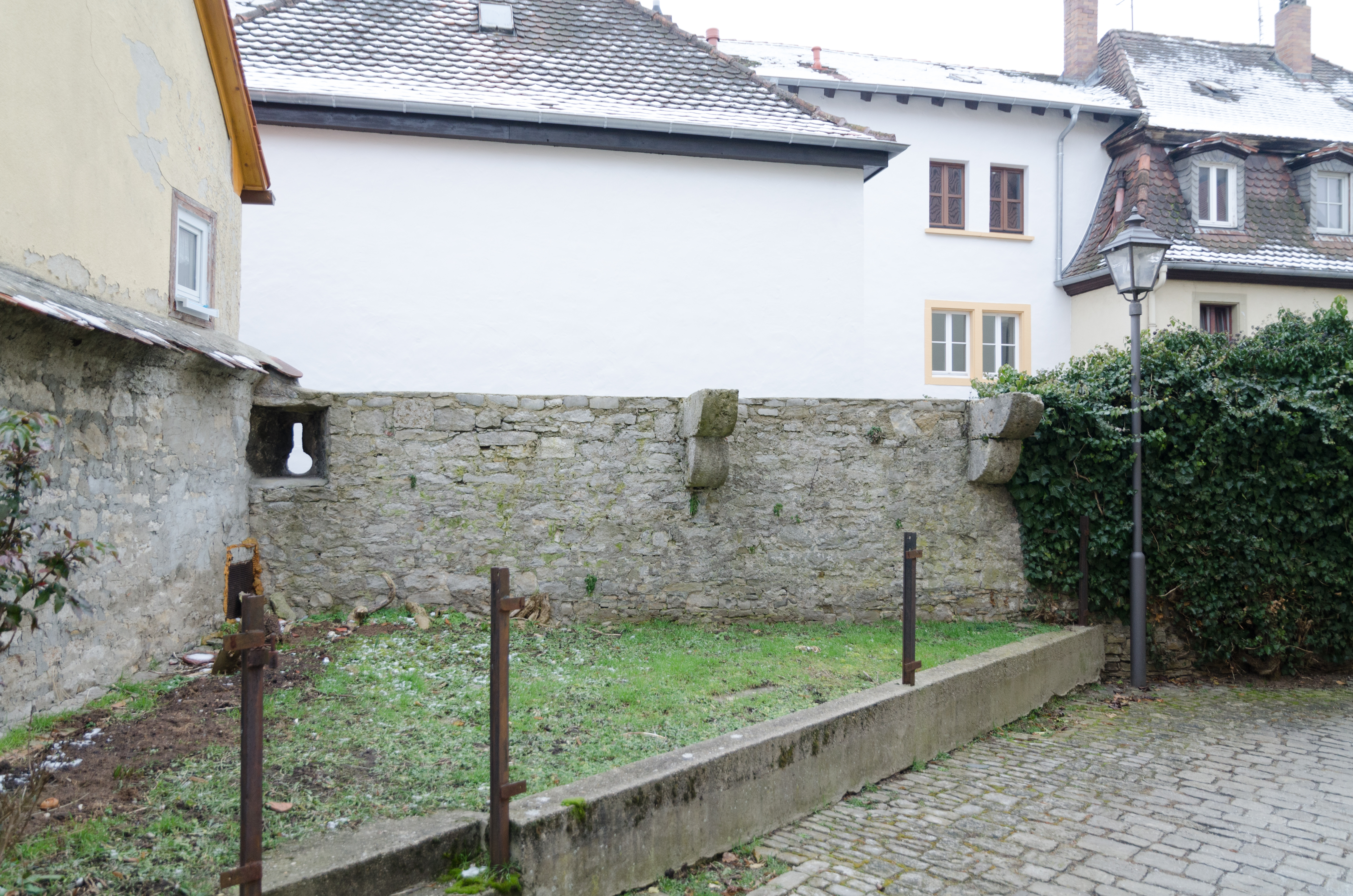
Stadtmauer Obere Rosmaringasse 7, Feldseite
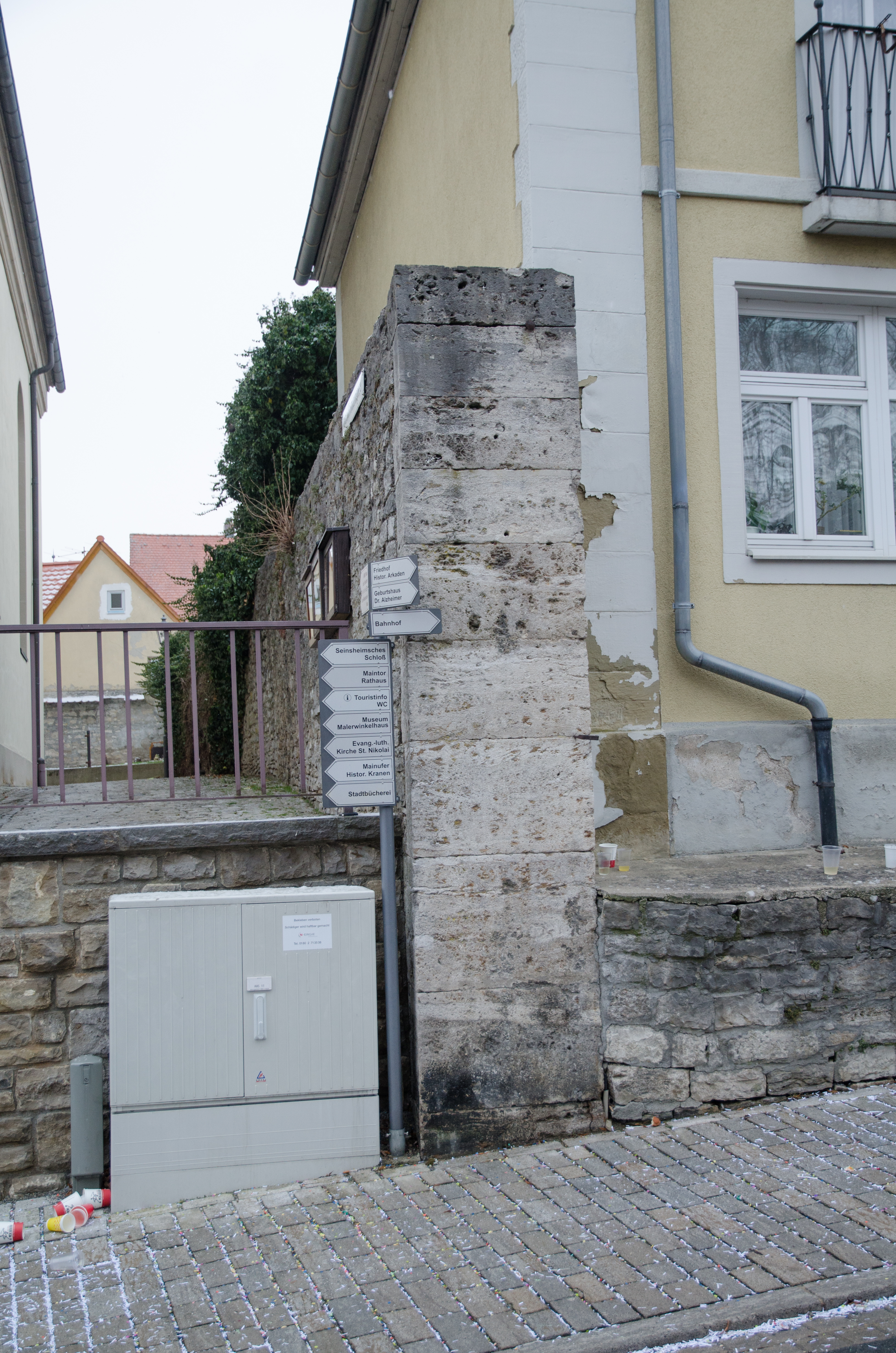
Stadtmauer Bahnhofstraße 5a

Südwestlicher Stadtmauerzug westlich des Durchbruchs an der Bahnhofstraße entlang der Schillerallee und Steingraben:
- Am Stegturm 3 (Lage): Stadtmauer, 16. Jahrhundert
- Am Stegturm 5 (Lage): Sogenannter Stegturm, runder Befestigungsturm mit Fachwerkaufsatz und Spitzhelm, 1559
- Am Stegturm 9 (Lage): Stadtmauer, 16. Jahrhundert
- Am Stegturm 11 (Lage): Stadtmauer, 16. Jahrhundert
- Am Stegturm 13 (Lage): Sogenannter Fallmeisterturm, runder Befestigungsturm mit Fachwerkaufsatz und Spitzhelm, 1566
- Schillerallee 3 (Lage): Stadtmauer, 16. Jahrhundert
- Schillerallee 1 (Lage): Sogenannter Henkersturm, abgerundeter Eckturm, 1529/60

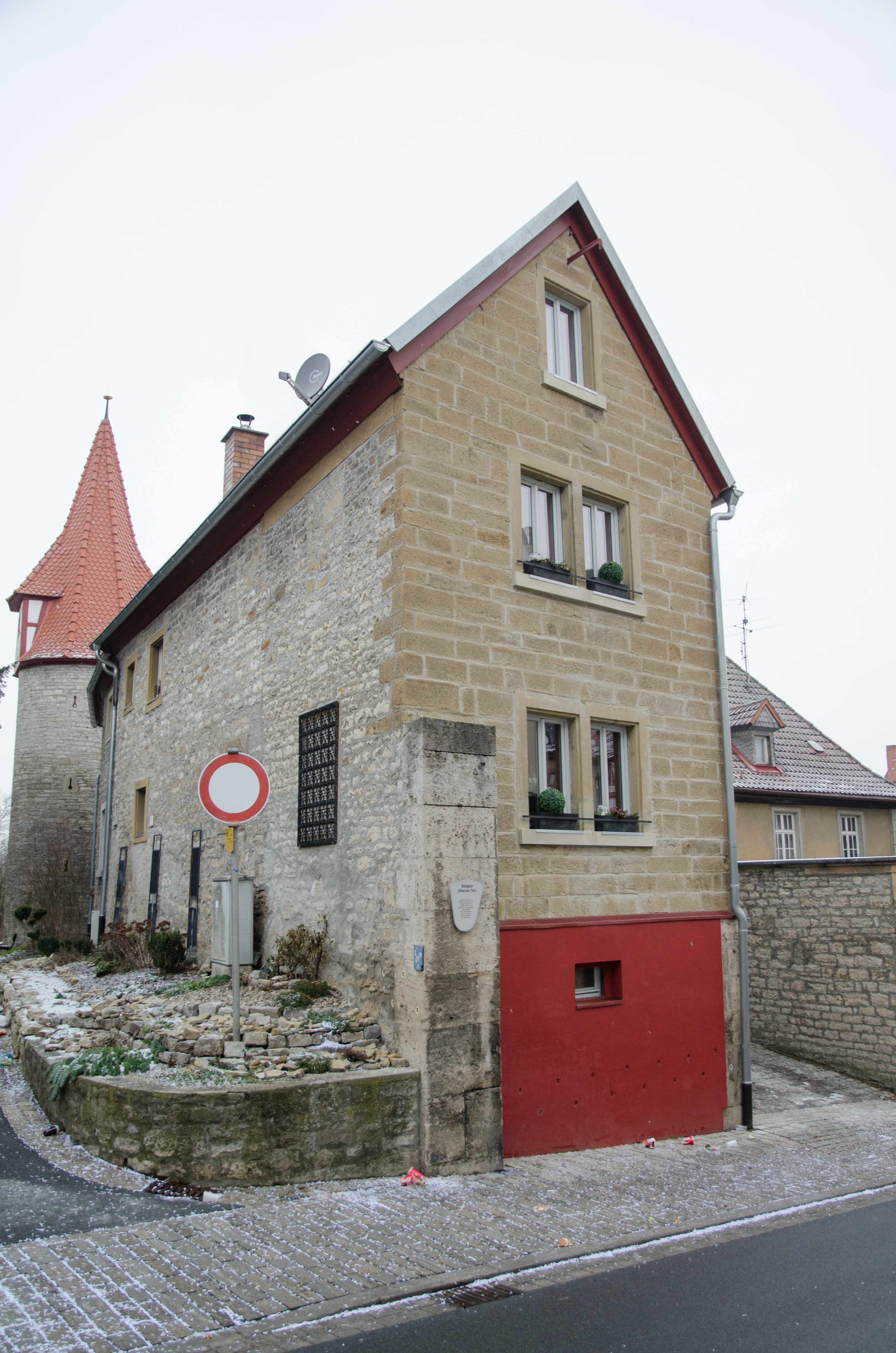
Stadtmauer Am Stegturm 1, 3, Feldseite
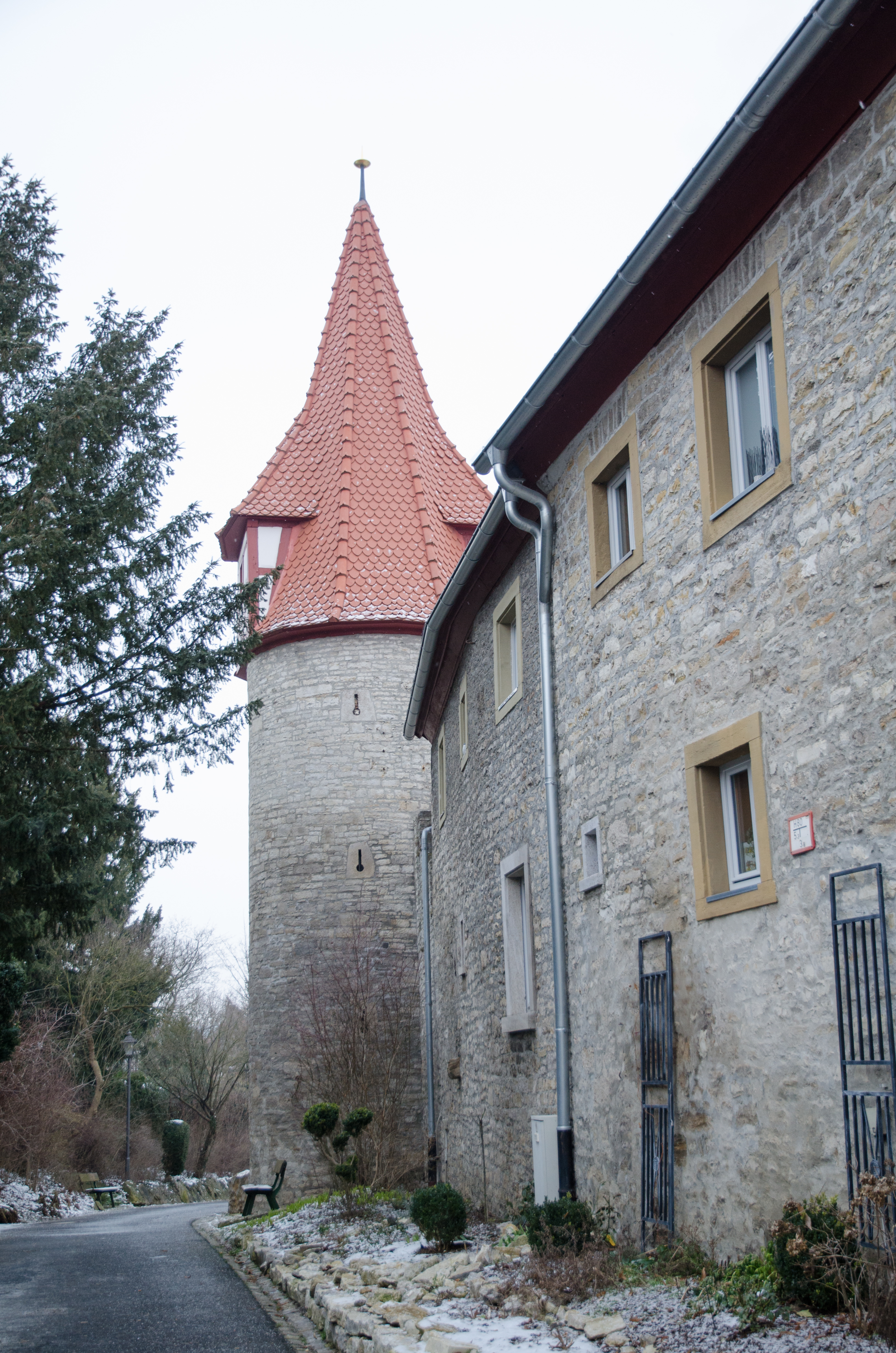
Stegturm weitere Bilder
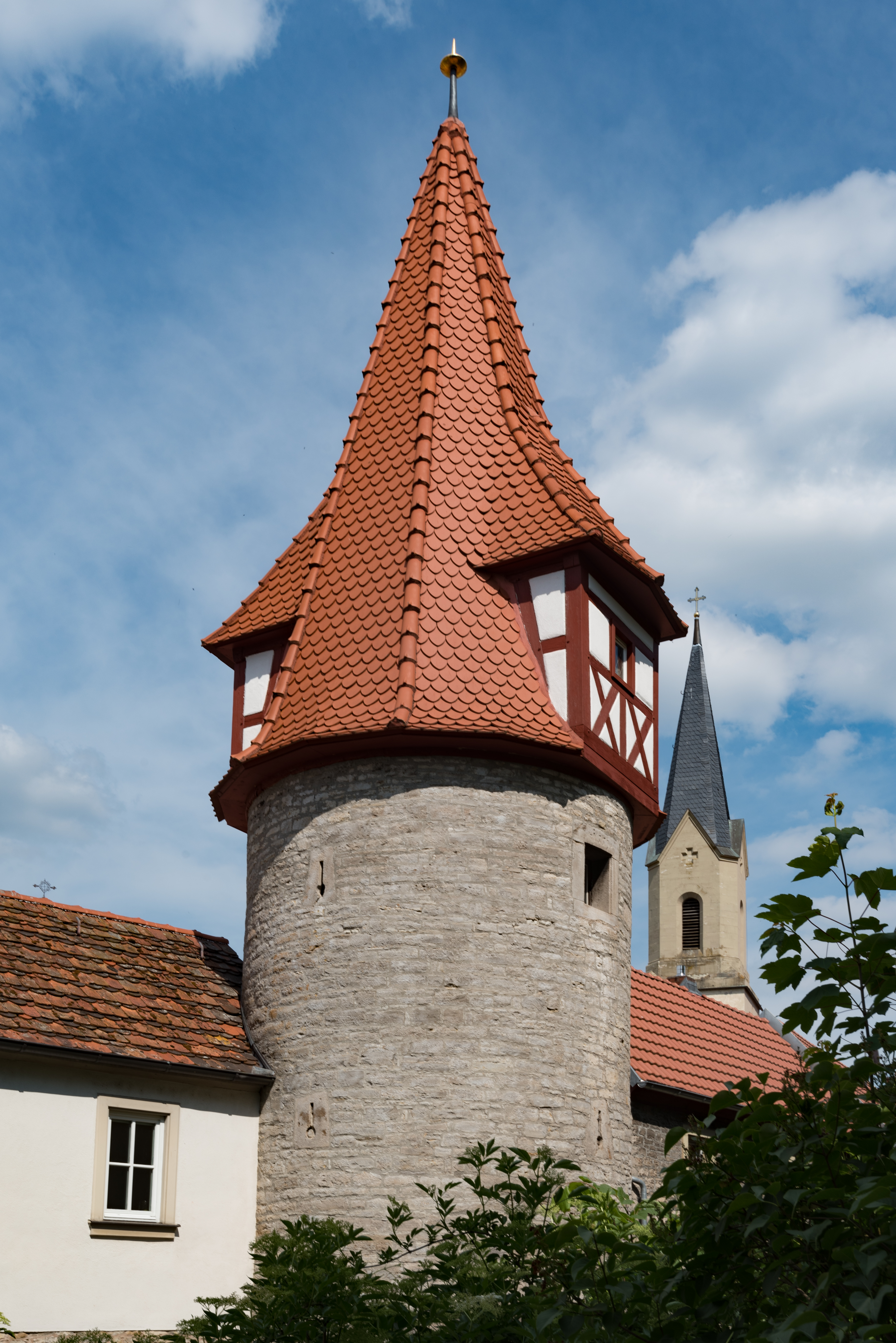
Stegturm weitere Bilder
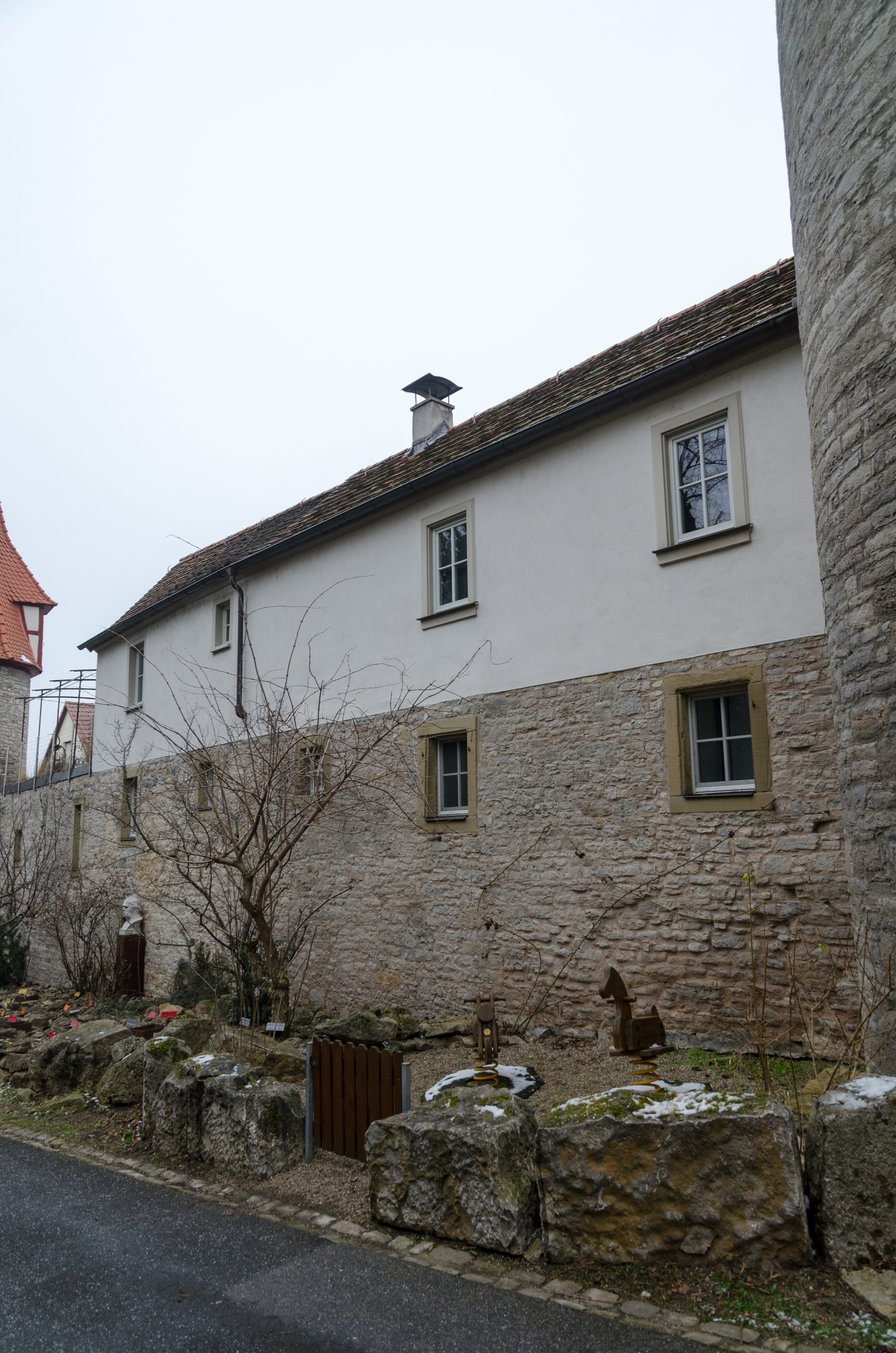
Stadtmauer Am Stegturm 7, 9, Feldseite
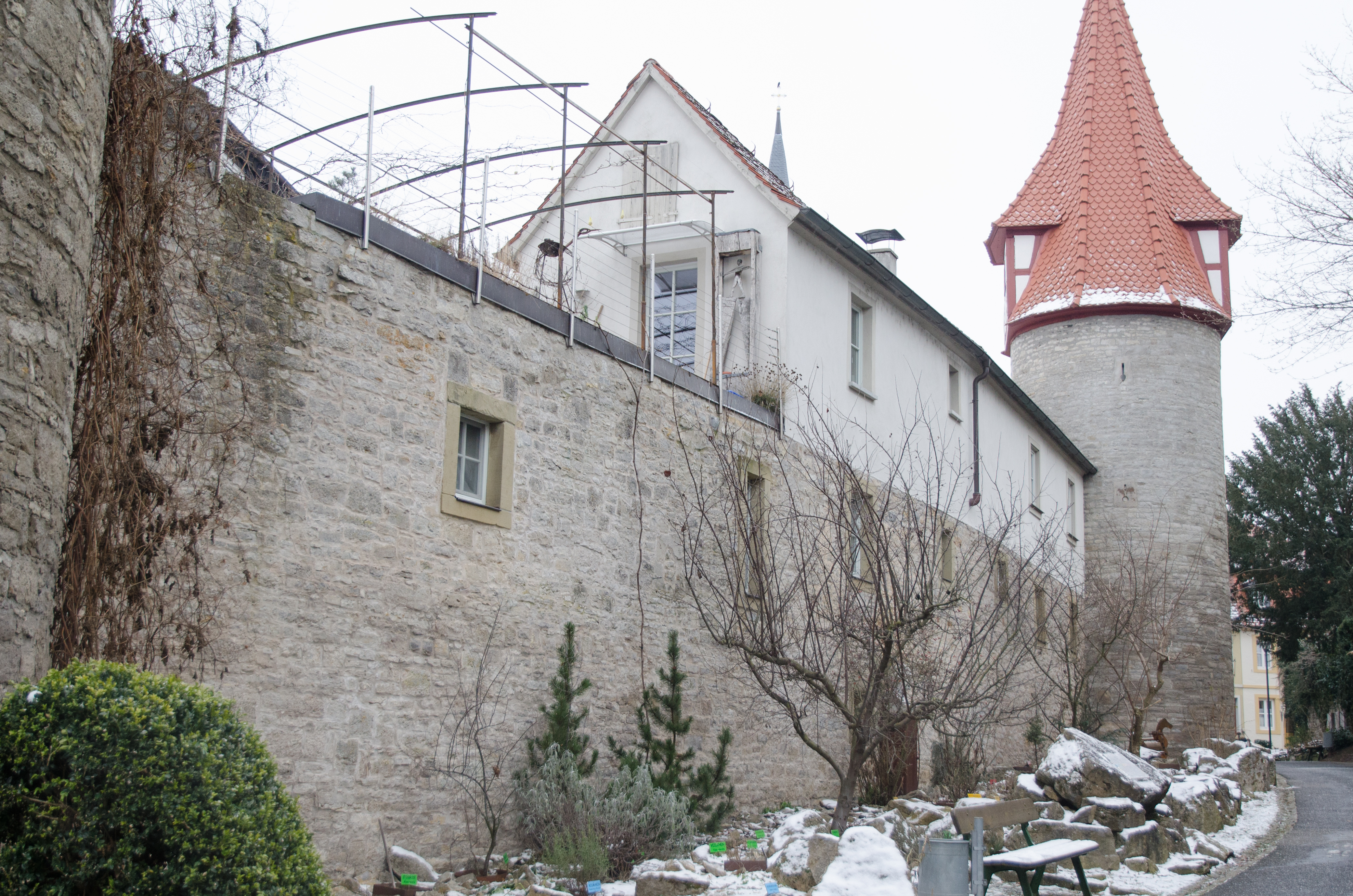
Stadtmauer Am Stegturm 11, 9, 7, Feldseite
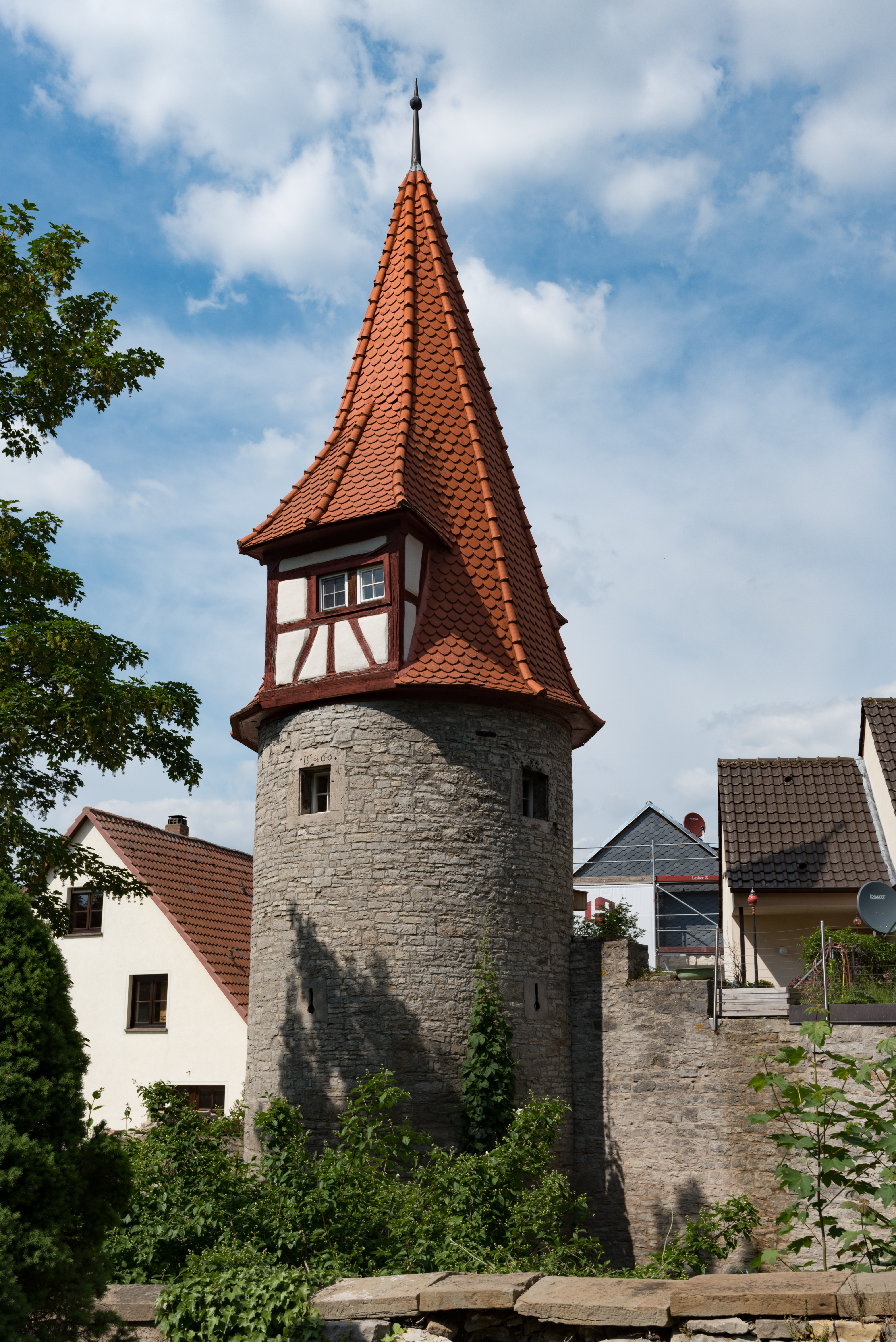
Fallmeisterturm weitere Bilder
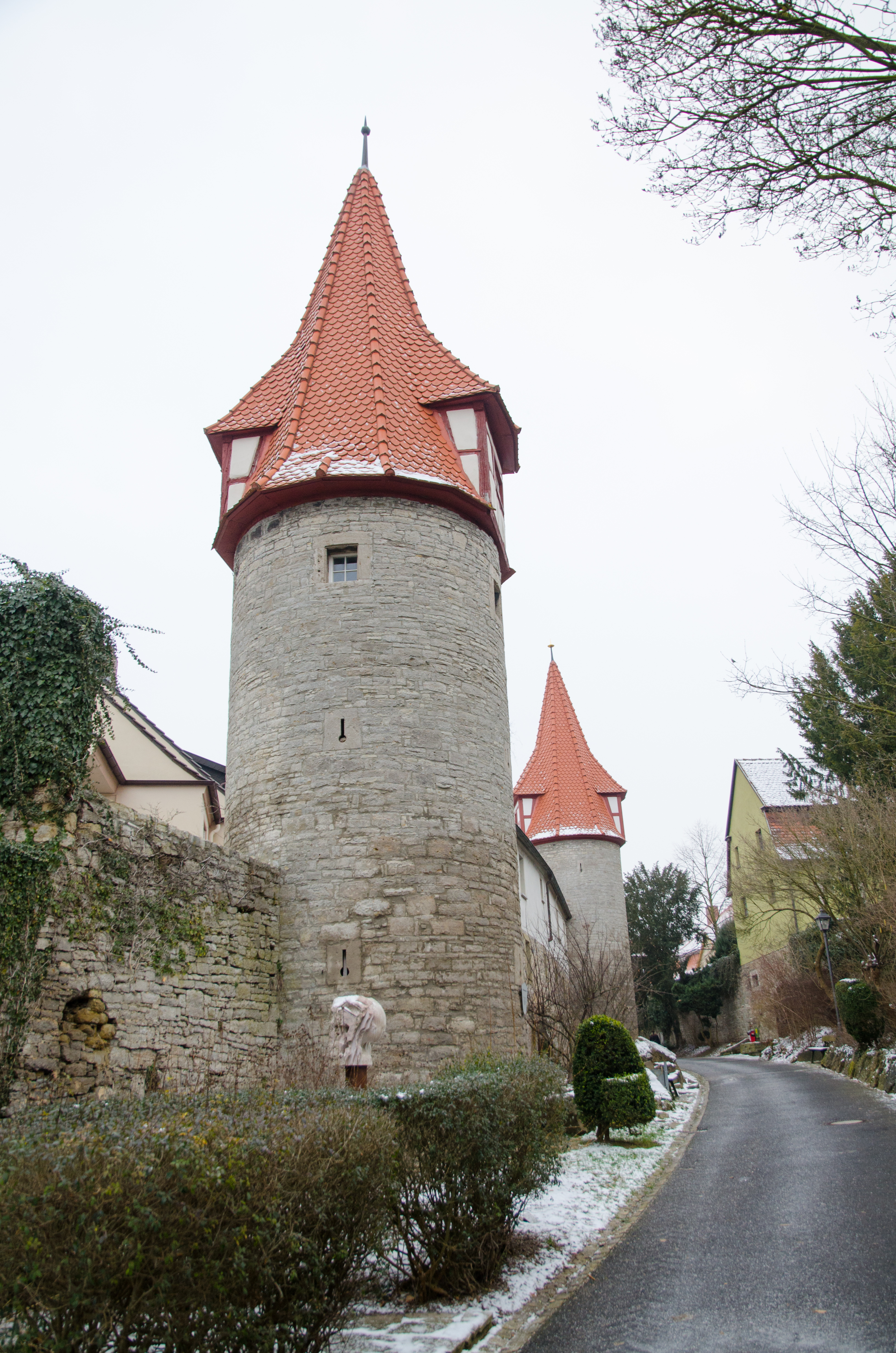
Fallmeisterturm weitere Bilder
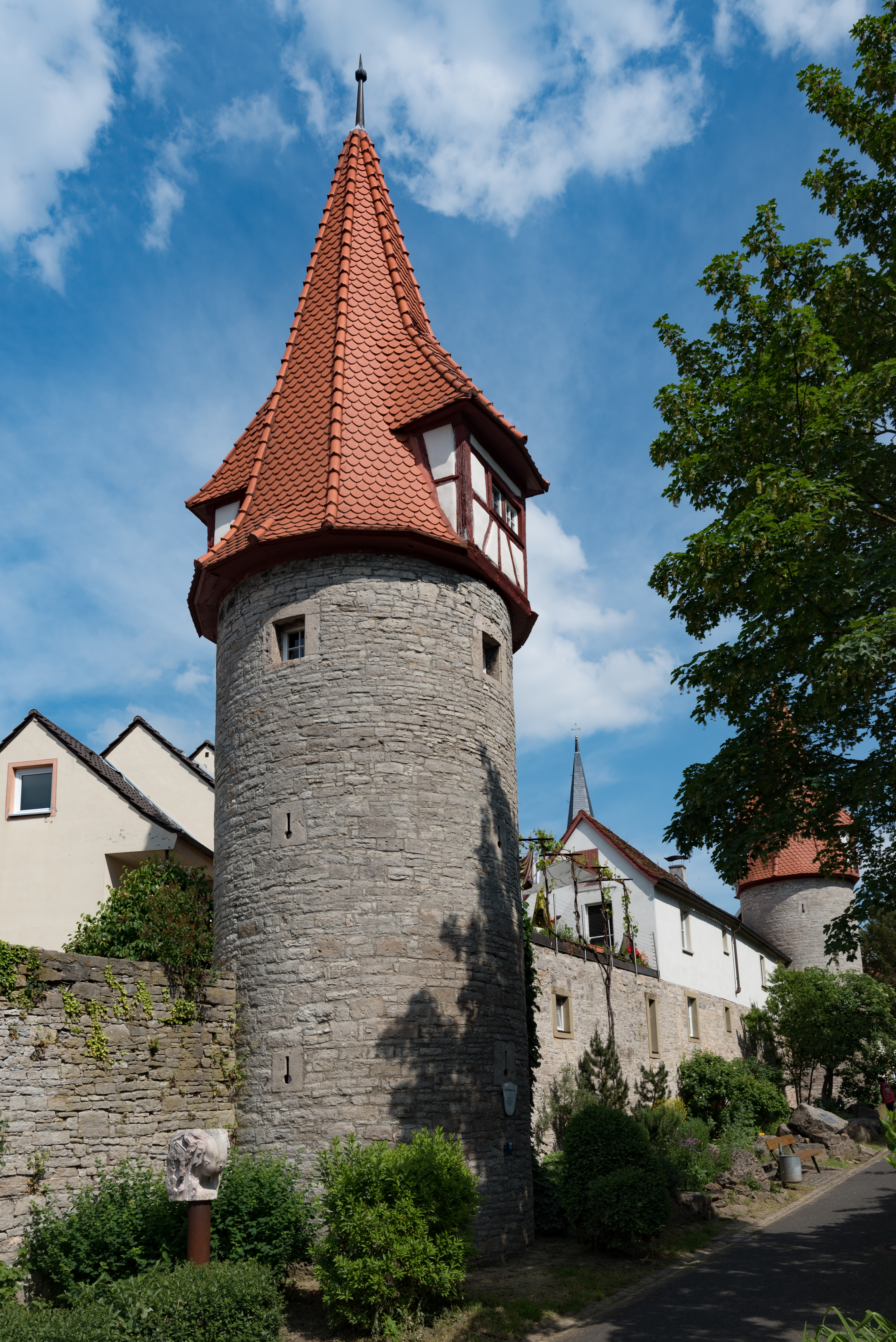
Fallmeisterturm weitere Bilder
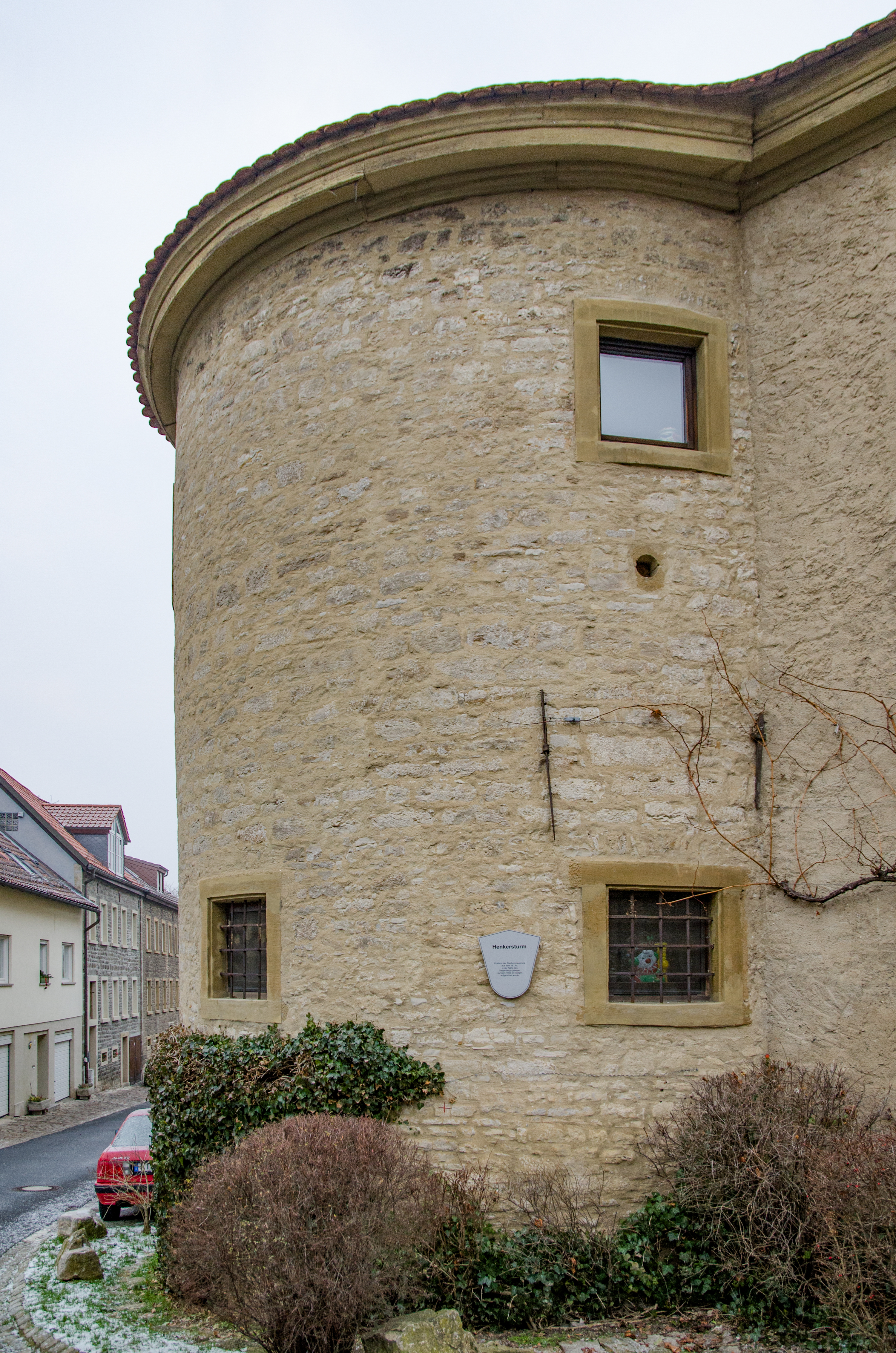
Henkersturm weitere Bilder
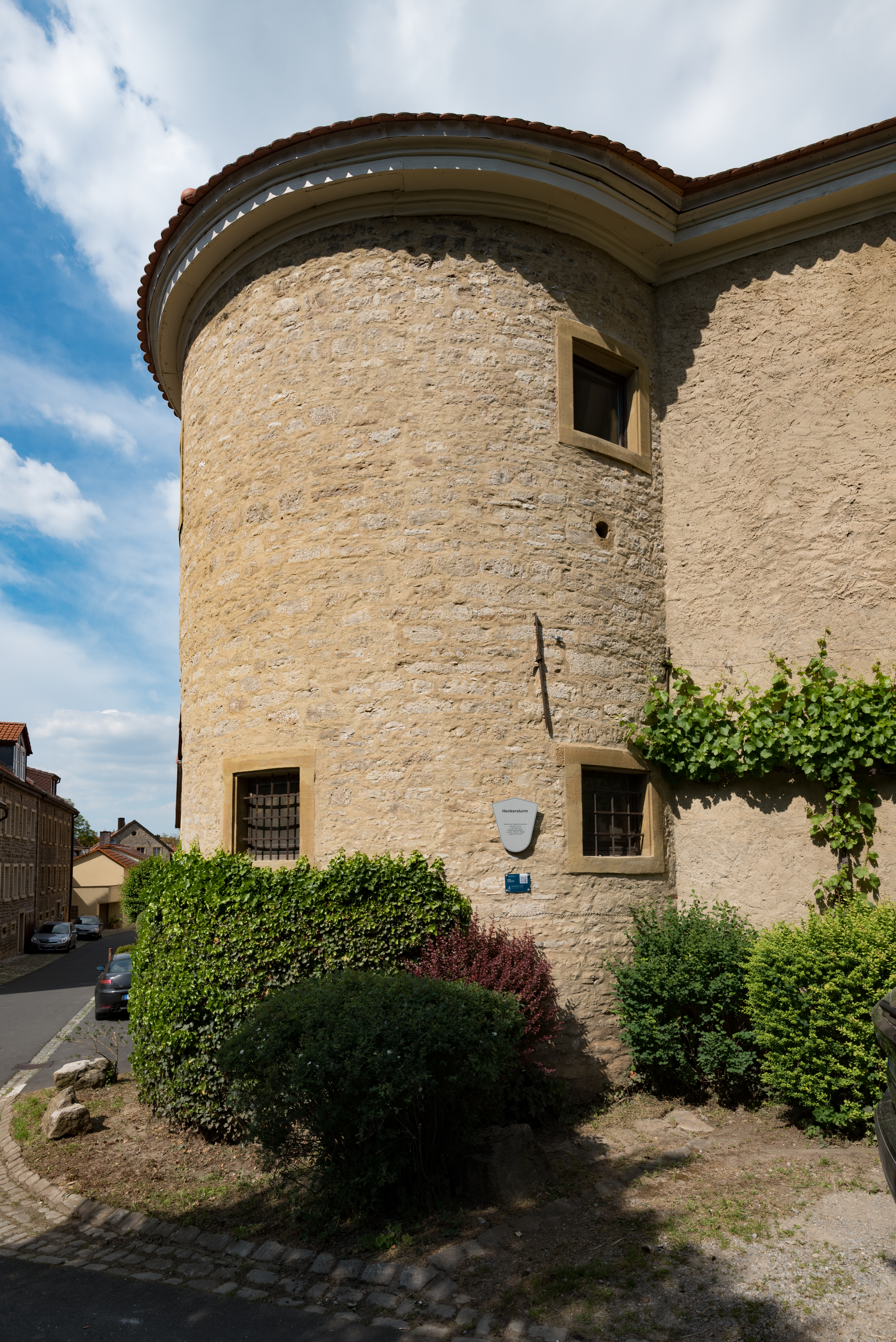
Henkersturm weitere Bilder

Westlicher Mauerzug nördlich des Henkersturm:
- Steingraben (Lage): Stadtmauer, Reste entlang des Straßenzugs, 16. Jahrhundert

Nördlich gegenüber von Steingraben 4 ist die Mauer abgerissen bis zur Mitte des Straßenzugs Am Graben.
- Ochsenfurter Straße 12 (Lage): Stadtmauer, 16. Jahrhundert
- Ochsenfurter Straße 10 (Lage): Stadtmauer, 16. Jahrhundert
- Ochsenfurter Straße 10 (Lage): Mauerturm, runder Befestigungsturm
- Ochsenfurter Straße 8 (Lage): Stadtmauer, 16. Jahrhundert
- Ochsenfurter Straße 6 (Lage): Stadtmauer, 16. Jahrhundert

Die Mauer bis zum Schwarzen Turm ist nicht erhalten.
- Ochsenfurter Straße 10 (Lage): Schwarzer Turm, Runder Befestigungsturm, an das Rathaus angrenzend, 16. Jahrhundert

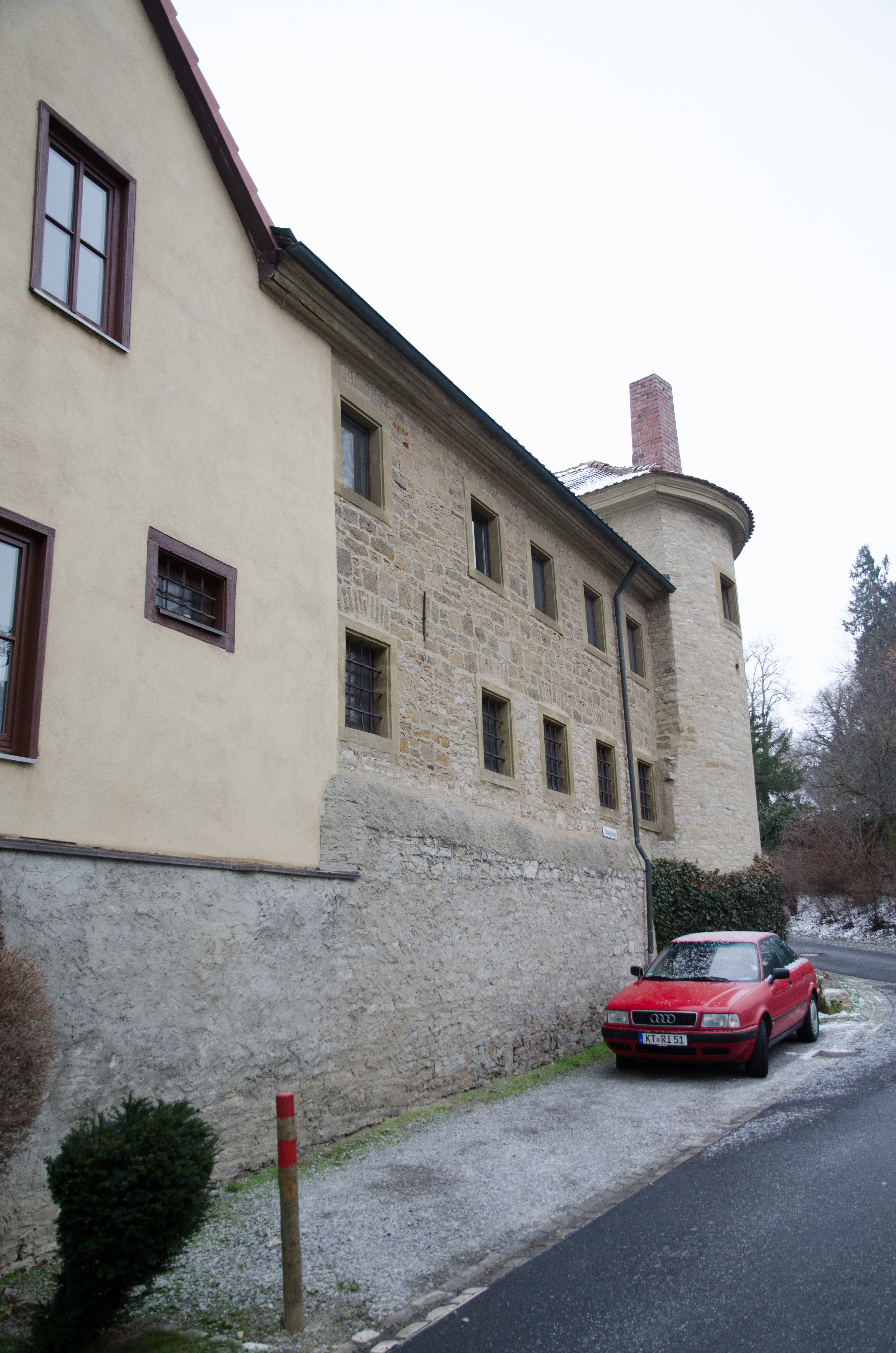
Stadtmauer Steingraben
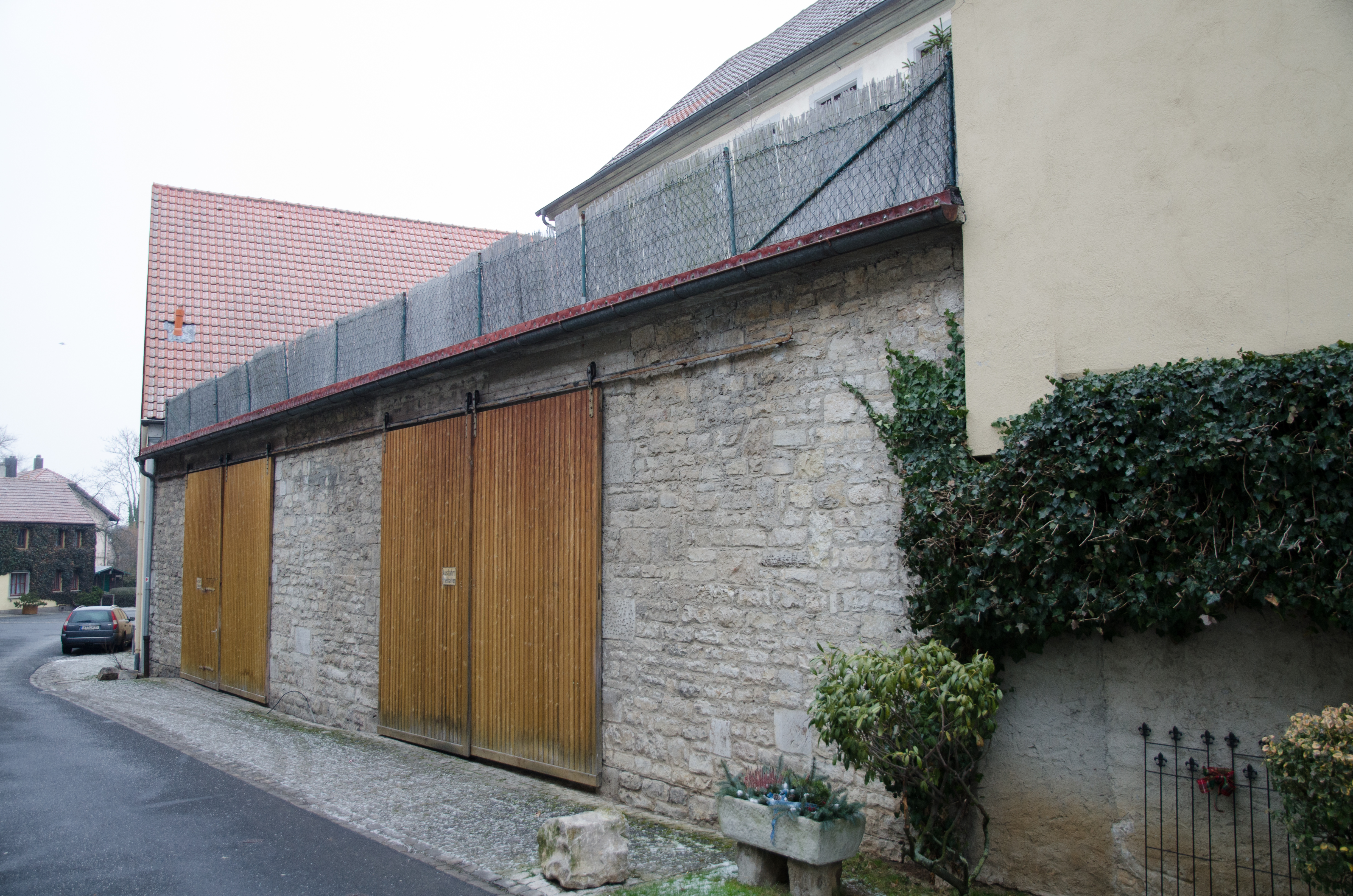
Stadtmauer Steingraben
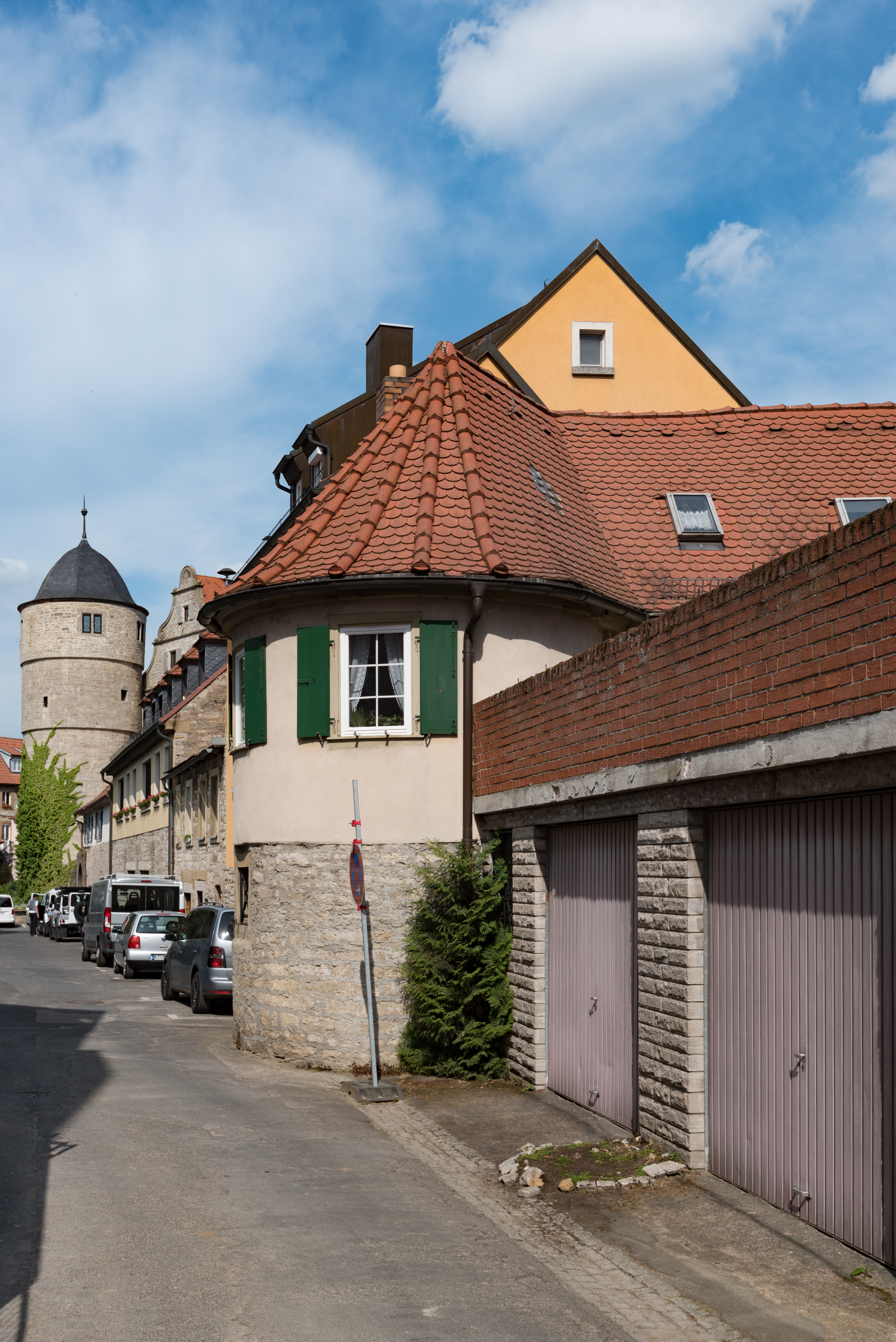
Stadtmauer und Mauerturm Ochsenfurter Straße 10 weitere Bilder
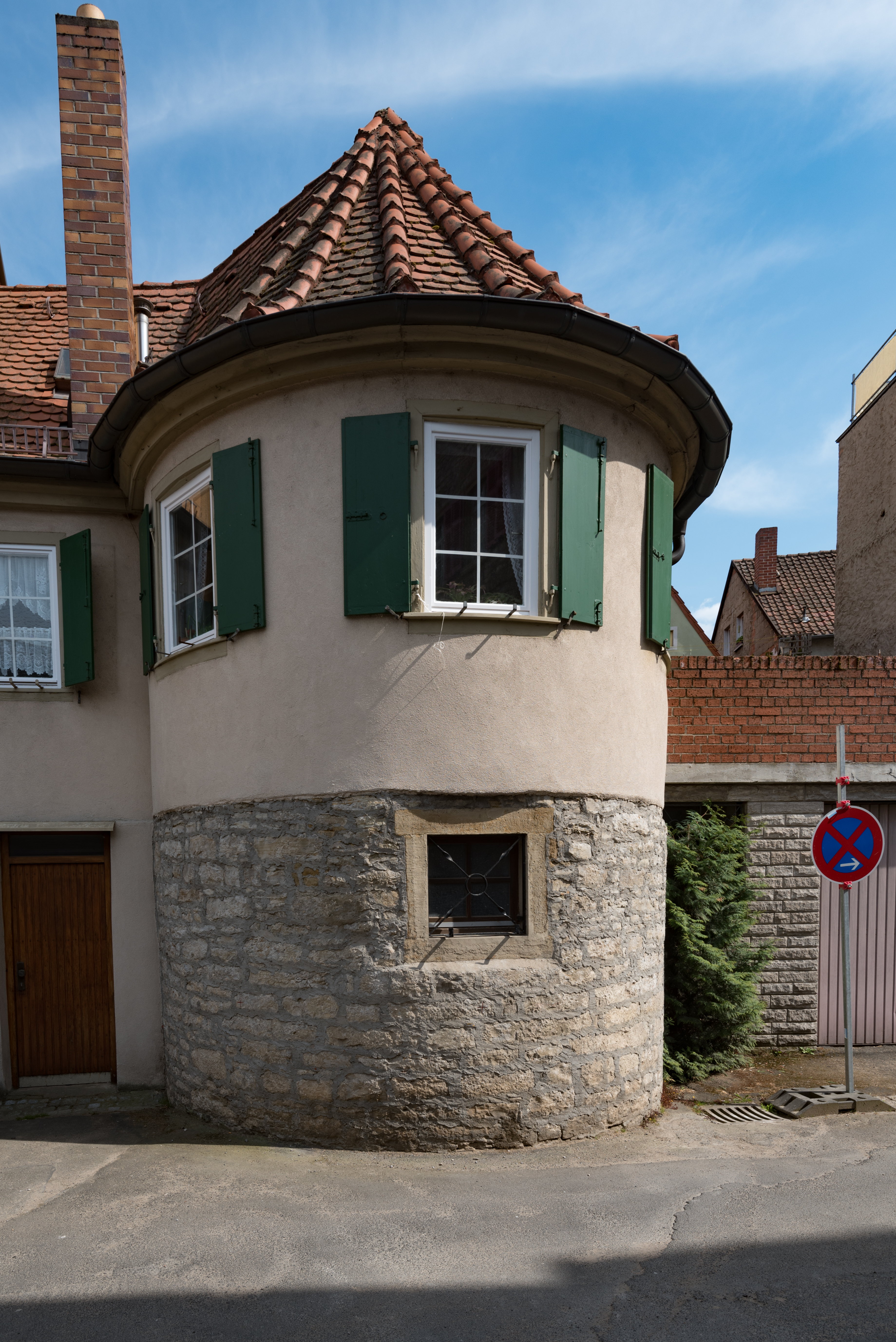
Stadtmauer und Mauerturm Ochsenfurter Straße 10 weitere Bilder
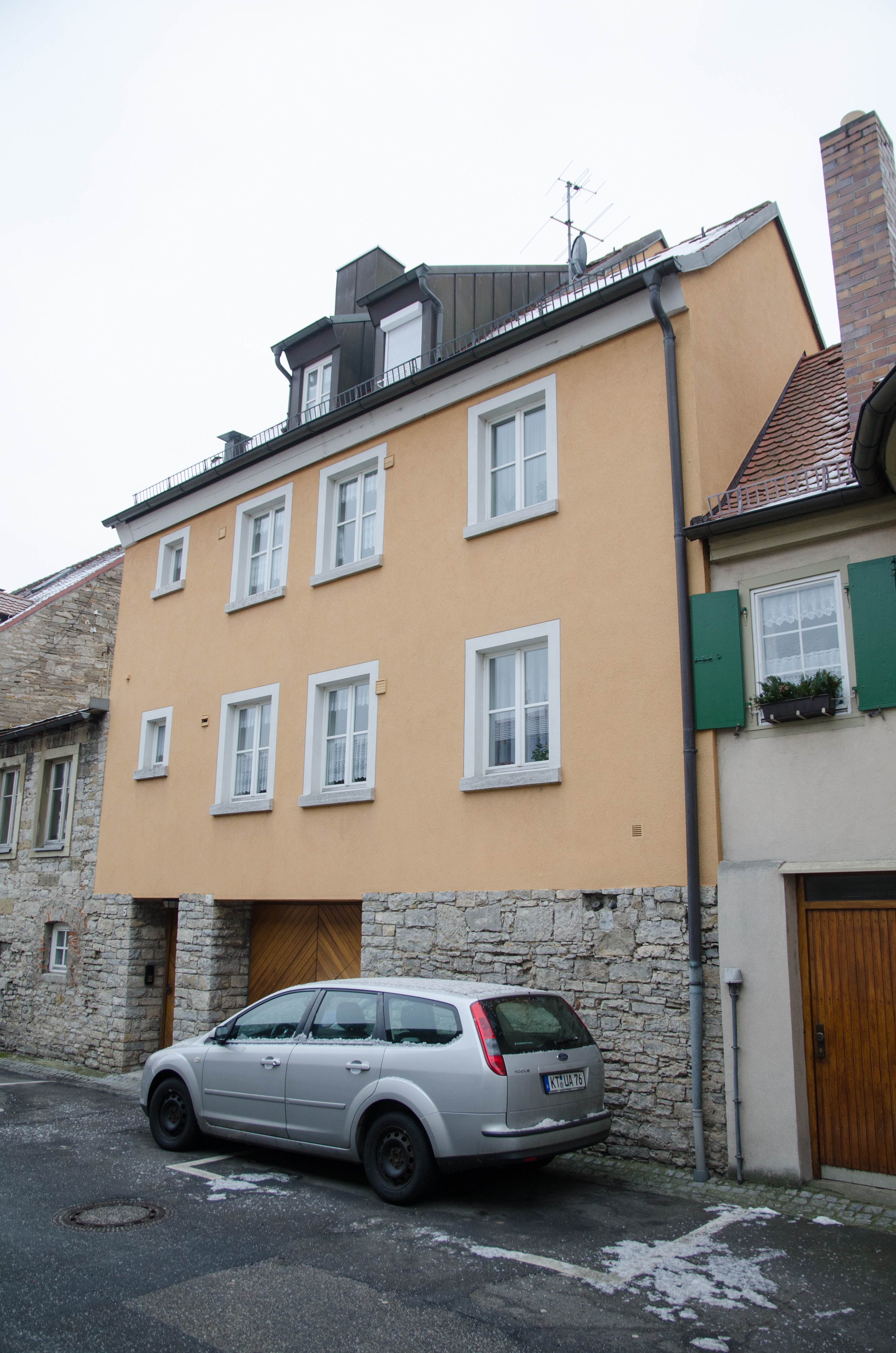
Stadtmauer Ochsenfurter Straße 8
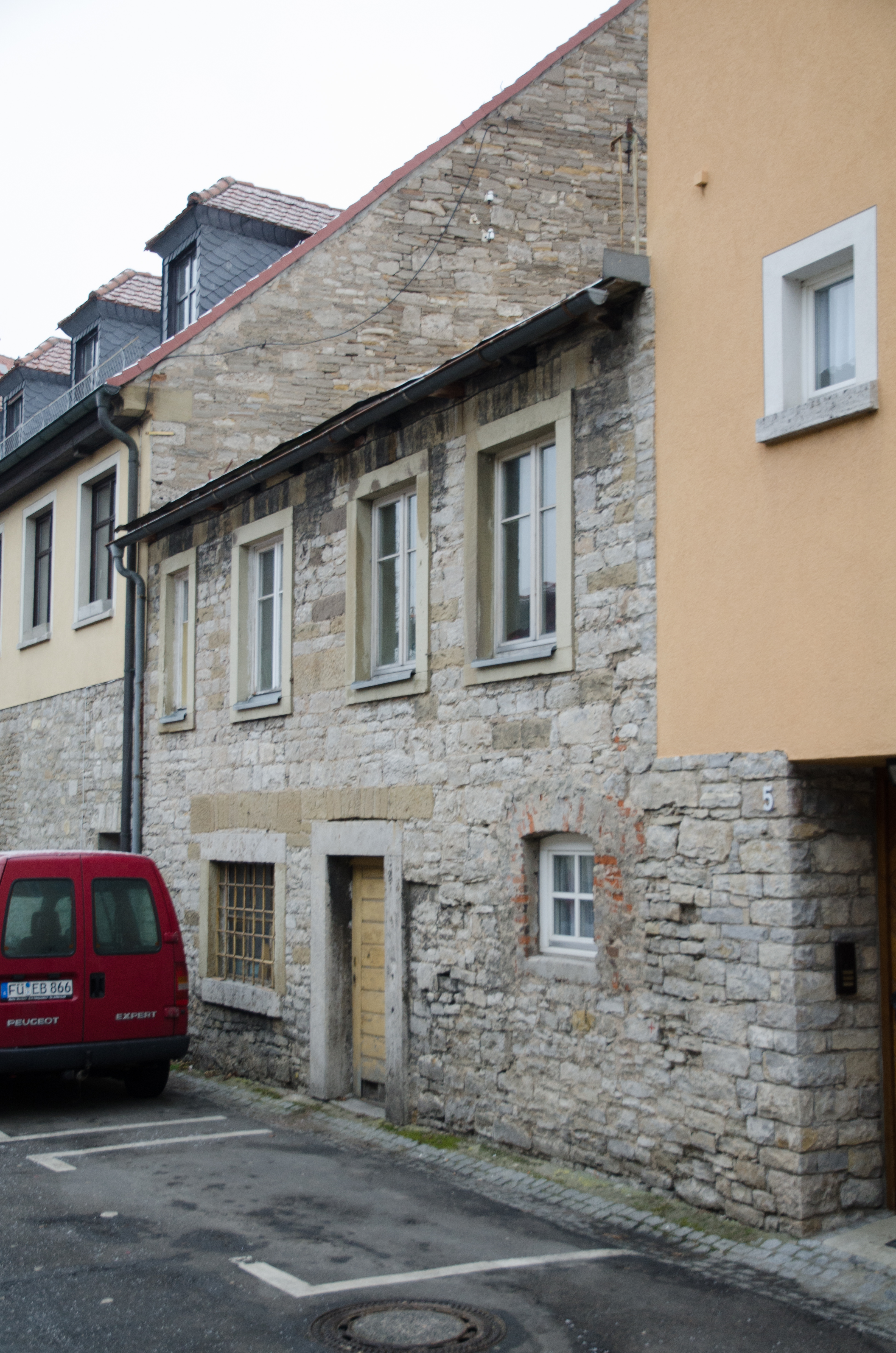
Stadtmauer Ochsenfurter Straße 6
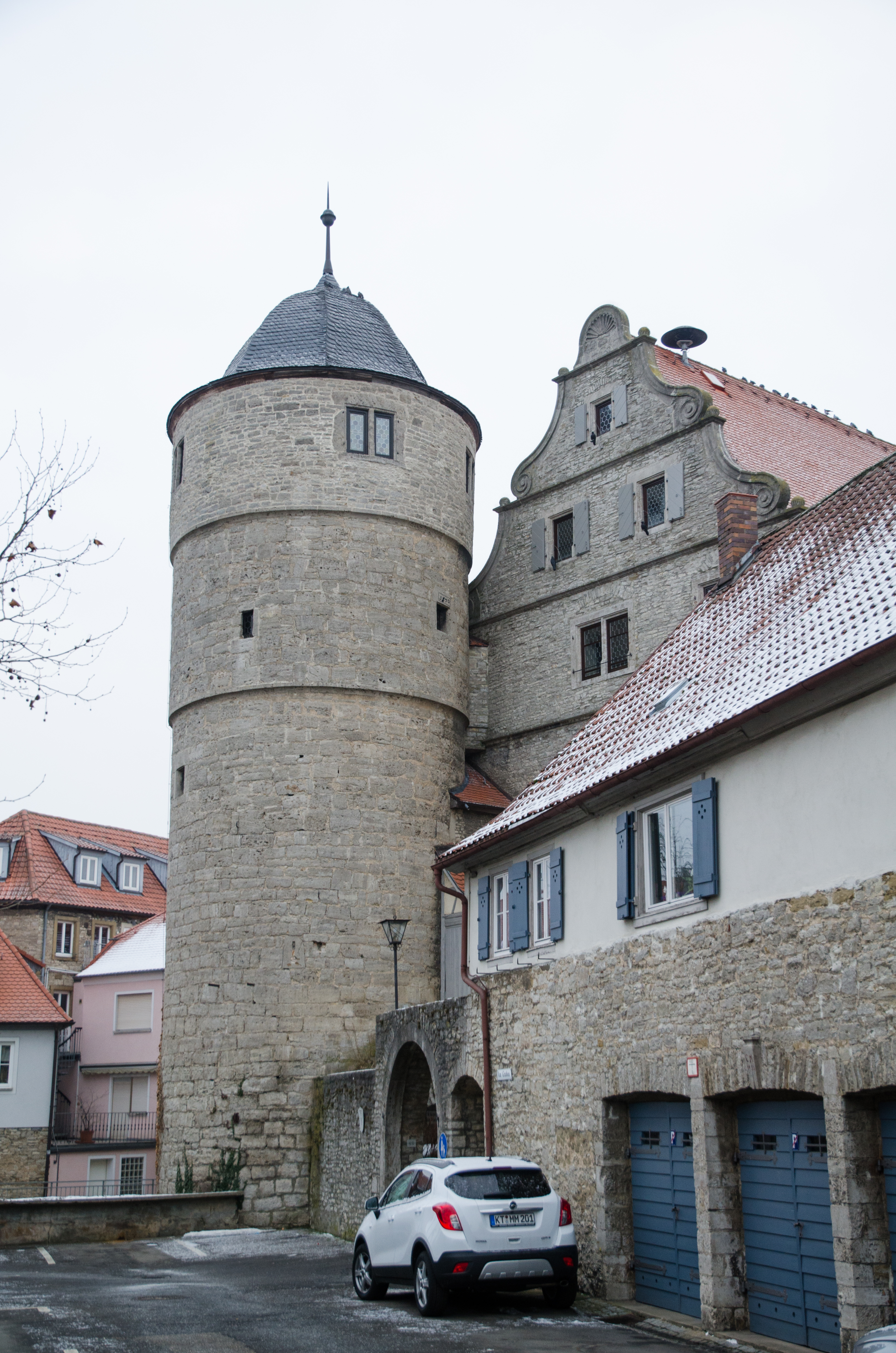
Schwarzer Turm weitere Bilder
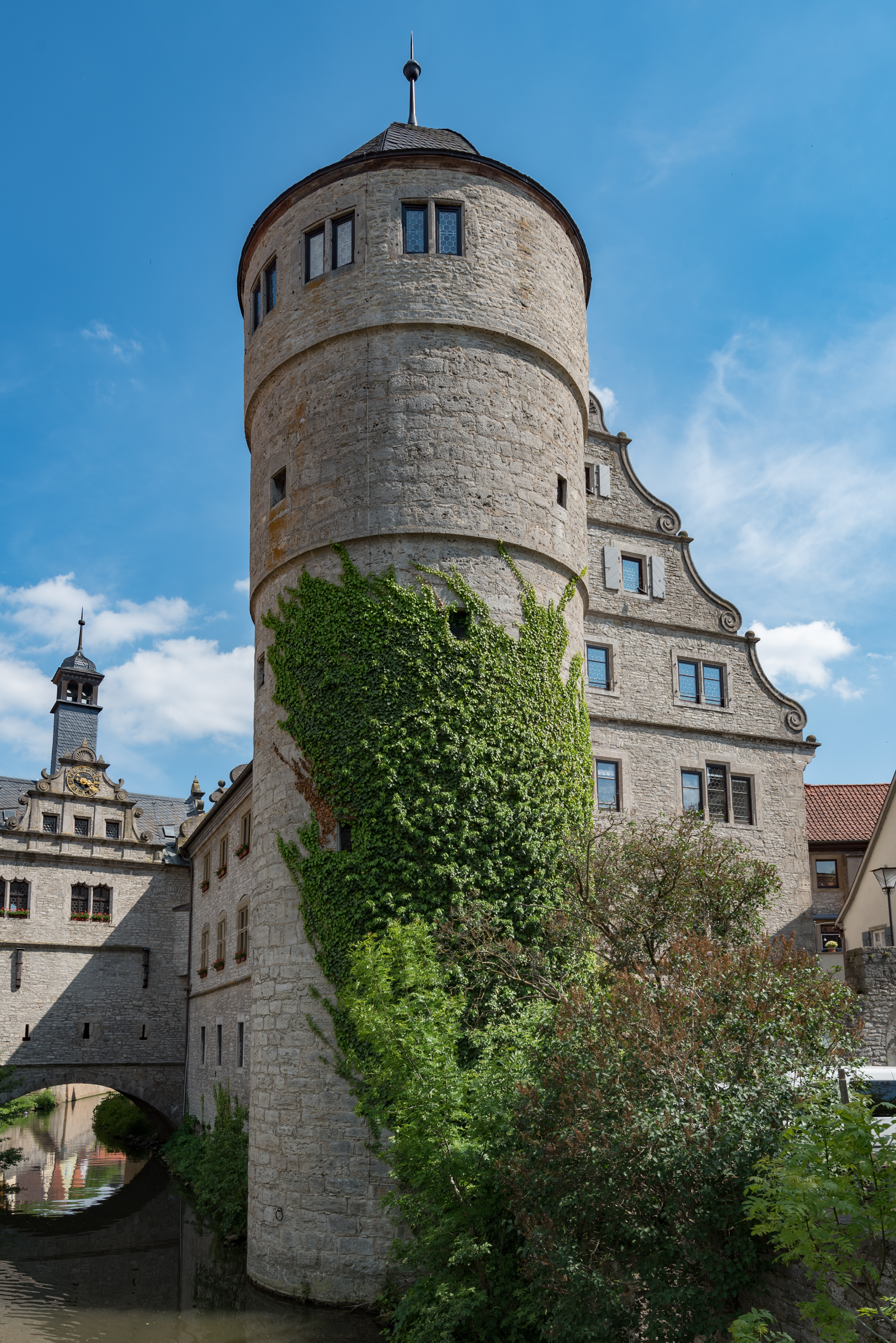
Schwarzer Turm weitere Bilder
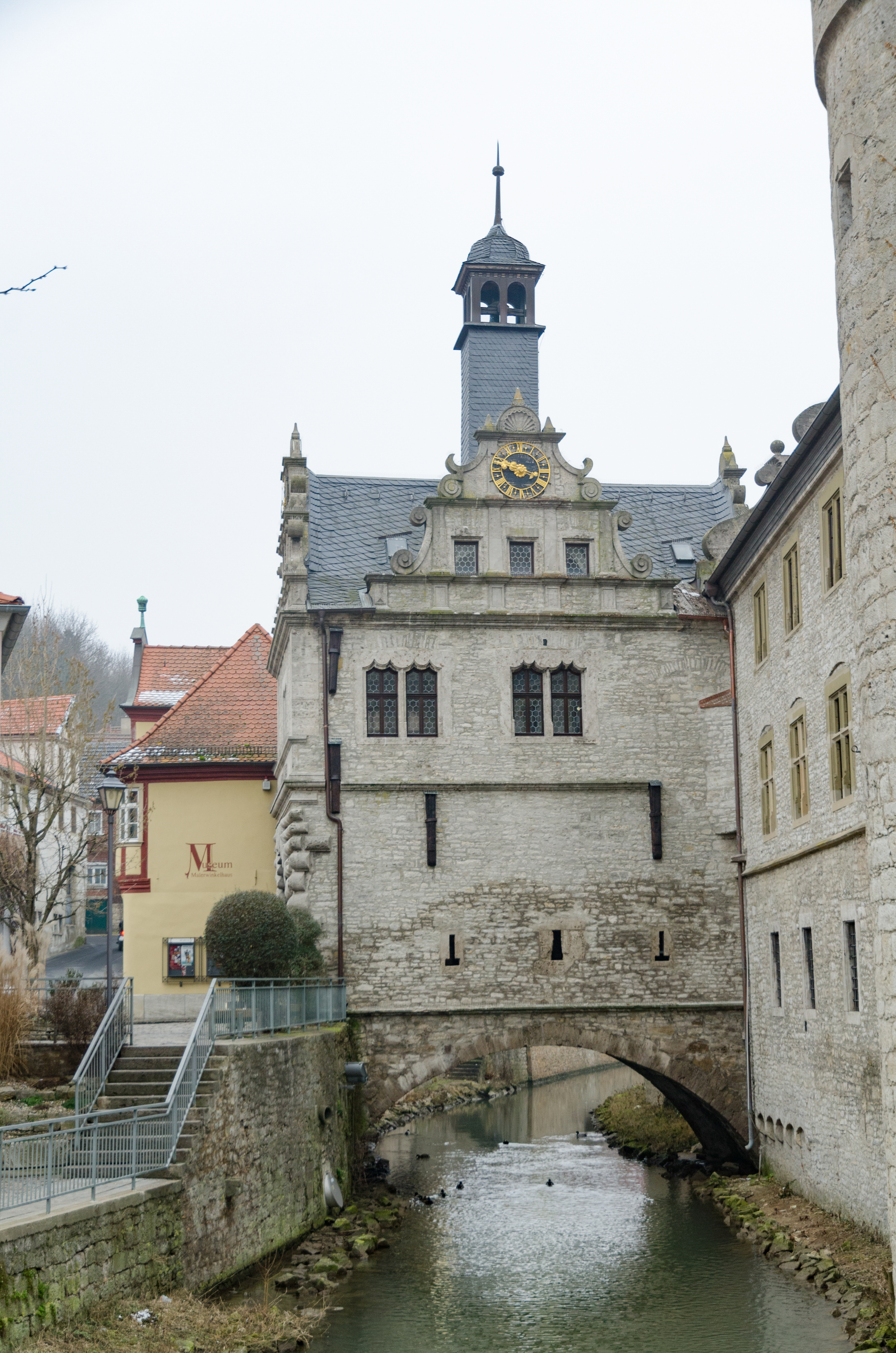
Maintor, von West weitere Bilder
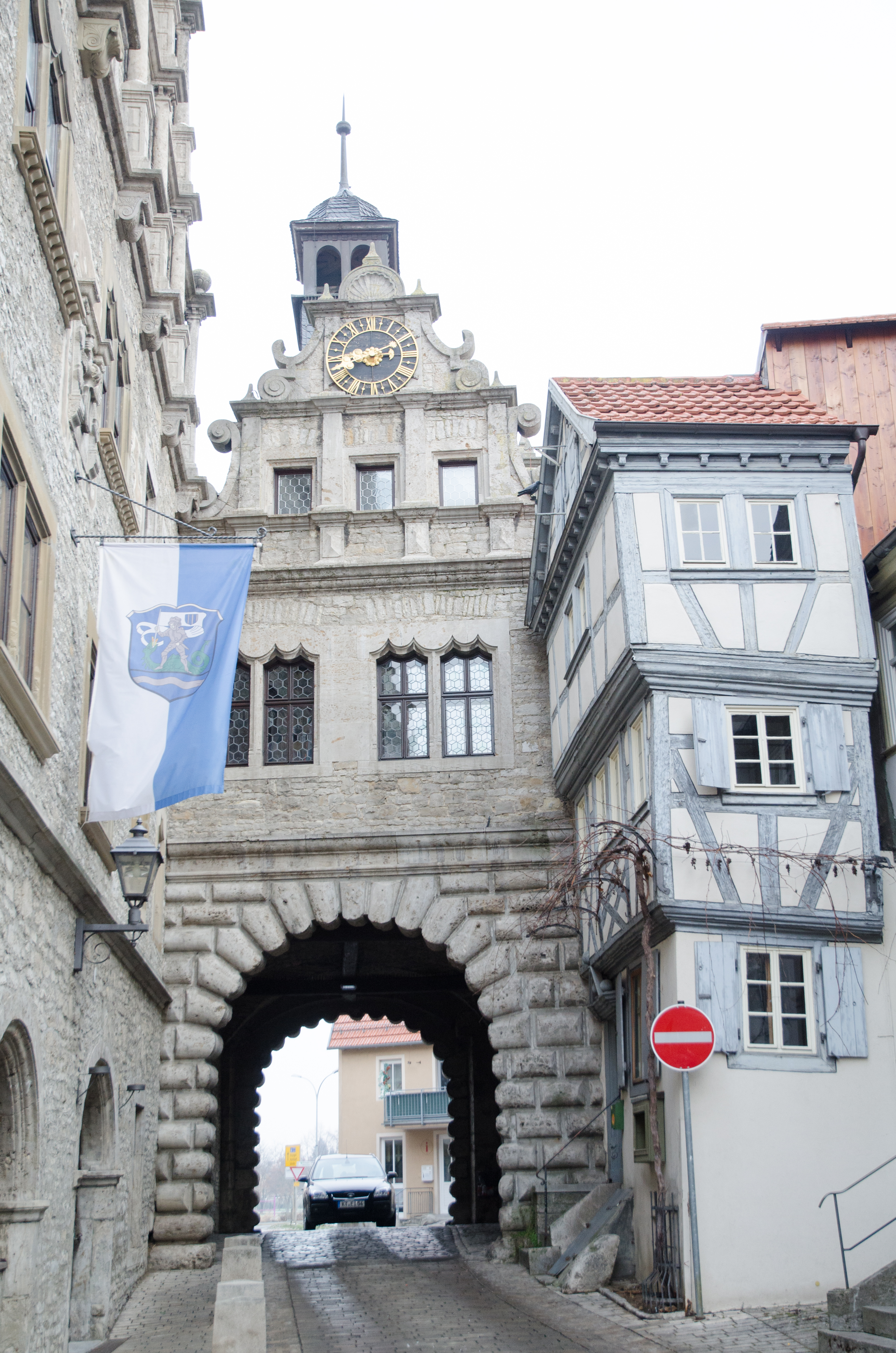
Maintor, von Süden weitere Bilder
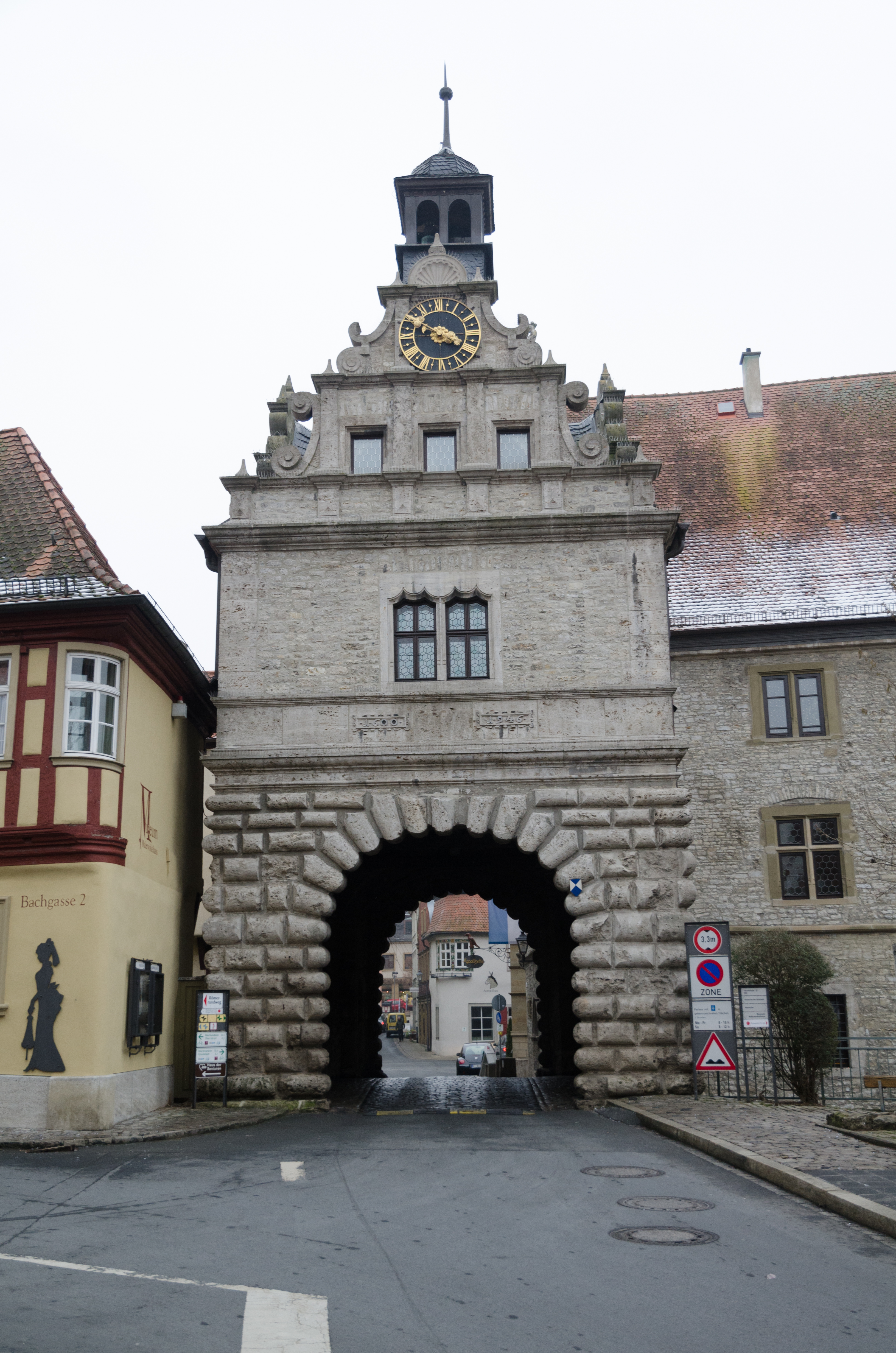
Maintor, von Norden weitere Bilder

## Baudenkmäler nach Gemeindeteilen

### Marktbreit
| Lage                                                     | Objekt                                                     | Beschreibung | Akten-Nr.      | Bild           |
| -------------------------------------------------------- | ---------------------------------------------------------- | --- | -------------- | -------------- |
| Adam-Fuchs-Straße 2 (Standort)                           | Ehemaliges Lagerhaus, jetzt Stadthalle                     | Zweigeschossiger Putzbau mit Walmdach, 1754, 1951 weitgehend erneuert | D-6-75-147-4   | weitere Bilder |
| Adam-Fuchs-Straße 3 (Standort)                           | Ehemaliger Gartenpavillon                                  | Zweigeschossiger Mansardwalmdachbau, verputztes Fachwerk, bezeichnet „1746“                                                                                                   | D-6-75-147-2   | weitere Bilder |
| Adam-Fuchs-Straße 4 (Standort)                           | Mainkran                                                   | Bossierter Rundbau mit Kegeldach, Sandstein, durch Fürst Johann I. zu Schwarzenberg, von Maurermeister Johannes Michel, 1774 neu erbaut                                       | D-6-75-147-3   | weitere Bilder |
| Adam-Fuchs-Straße 12 (Standort)                          | Ehemaliges Schlachthaus                                    | Eingeschossiger dreiflügeliger Natursteinbau mit Satteldach, klassizisierend, 1918                                                                                            | D-6-75-147-141 | weitere Bilder |
| Am Graben 2 (Standort)                                   | Gartenhaus                                                 | Zweigeschossiger Putzbau mit Mansardwalmdach, 18. Jahrhundert | D-6-75-147-5   | weitere Bilder |
| Bachgasse 2 (Standort)                                   | Ehemaliges Handelshaus, heute Heimatmuseum                 | Zweigeschossiger Traufseitbau mit steilem Satteldach, Fachwerk, im Kern 17. Jahrhundert, bezeichnet „1774“                                                                    | D-6-75-147-7   | weitere Bilder |
| Bachgasse 3 (Standort)                                   | Wohnhaus                                                   | Dreigeschossiger Eckbau mit Walmdach und vorspringenden, verputzten Fachwerkobergeschossen, bezeichnet „1788“                                                                 | D-6-75-147-8   | weitere Bilder |
| Bachgasse 7 (Standort)                                   | Wohnhaus                                                   | Dreigeschossiger Traufseitbau mit Satteldach, im Kern Giebelhaus um 1700, um 1900 aufgestockt                                                                                 | D-6-75-147-139 | weitere Bilder |
| Bachgasse 11 (Standort)                                  | Wohnhaus                                                   | Zweigeschossiger Giebelbau mit Fachwerkobergeschoss, 18. Jahrhundert | D-6-75-147-10  | weitere Bilder |
| Bachgasse 15 (Standort)                                  | Ehemalige Schmiede                                         | Eingeschossiger Giebelbau, verputztes Fachwerk, 18. Jahrhundert | D-6-75-147-11  | weitere Bilder |
| Bachgasse 19 (Standort)                                  | Wohnhaus                                                   | Zweigeschossiger Giebelbau, Obergeschoss Fachwerk, 18. Jahrhundert | D-6-75-147-12  | weitere Bilder |
| Bachgasse 23 (Standort)                                  | Wohnhaus                                                   | Zweigeschossiger Giebelbau, Fachwerkobergeschoss, 18. Jahrhundert | D-6-75-147-13  | weitere Bilder |
| Bachgasse 23 (Standort)                                  | Wohnhaus                                                   | Seitliche Torzufahrt | D-6-75-147-13  | weitere Bilder |
| Bahnhofplatz 4 (Standort)                                | Bahnhof                                                    | Dreigeschossiger Sandsteinquaderbau mit Walmdach und kurzen Seitenflügeln, mit hölzerner Perronüberdachung, um 1865                                                           | D-6-75-147-15  | weitere Bilder |
| Bahnhofstraße 2 (Standort)                               | Wohnhaus                                                   | Zweigeschossiger Giebelbau mit Fachwerkobergeschoss und korbbogiger Toreinfahrt, 17./18. Jahrhundert                                                                          | D-6-75-147-16  | weitere Bilder |
| Bahnhofstraße 5 (Standort)                               | Torbogen am Gartenhaus                                     | Sandstein, ehemals bezeichnet „1770.“ | D-6-75-147-17  | weitere Bilder |
| Bahnhofstraße 5 a (Standort)                             | Katholische Pfarrkirche St. Ludwig                         | Einschiffiger Saalbau mit Westturm, in romanisierenden Formen, von Andreas Deppisch 1846; mit Ausstattung                                                                     | D-6-75-147-18  | weitere Bilder |
| Bahnhofstraße 6 (Standort)                               | Wohnhaus                                                   | Zweigeschossiger Halbwalmdachbau mit Fachwerkobergeschoss, bezeichnet „1596“                                                                                                  | D-6-75-147-19  | weitere Bilder |
| Bahnhofstraße 6, im Hof (Standort)                       | Steinrelief                                                | Mit Kreuzigungsgruppe, 15. Jahrhundert | D-6-75-147-19  | BW             |
| Bahnhofstraße 8 (Standort)                               | Jahreszahl 1566 oberhalb des Garagentores                  | | D-6-75-147-20  | BW             |
| Bahnhofstraße 9 (Standort)                               | Gasthaus                                                   | Zweigeschossiger Putzbau mit Mansardwalmdach, bezeichnet „1785“ und „1810“ | D-6-75-147-21  | weitere Bilder |
| Bahnhofstraße 13 (Standort)                              | Ehemaliges Gasthaus                                        | Dreigeschossiger Traufseitbau mit Halbwalm und barocken Rahmungen, bezeichnet „1787“                                                                                          | D-6-75-147-22  | weitere Bilder |
| Bahnhofstraße 17, 19 (Standort)                          | Doppelhaus                                                 | Zweigeschossiger Mansarddachbau, 18./19. Jahrhundert | D-6-75-147-23  | weitere Bilder |
| Bahnhofstraße 21 (Standort)                              | Wohnhaus                                                   | Zweigeschossiger Massivbau mit Mansarddach und Werksteingliederung, bezeichnet „1797“                                                                                         | D-6-75-147-24  | weitere Bilder |
| Bernhard-Fischer-Straße 1 (Standort)                     | Wohnhaus                                                   | Zweigeschossiger Eckbau mit Mansardwalmdach, 18. Jahrhundert | D-6-75-147-25  | weitere Bilder |
| Bernhard-Fischer-Straße 3 (Standort)                     | Bürgerhaus                                                 | Zweigeschossiger Massivbau mit Mansarddach, bezeichnet „1785“ | D-6-75-147-26  | weitere Bilder |
| Bernhard-Fischer-Straße 5 (Standort)                     | Evangelisches Gemeindehaus                                 | Zweigeschossiger Mansarddachbau mit Mittelrisalit, 18. Jahrhundert, 1955 erneuert                                                                                             | D-6-75-147-27  | weitere Bilder |
| Bernhard-Fischer-Straße 7 (Standort)                     | Wohnhaus                                                   | Zweigeschossiger Mansarddachbau mit Halbwalm, 18./19. Jahrhundert | D-6-75-147-28  | weitere Bilder |
| Buheleite 10 (Standort)                                  | Wappenstein                                                | Von 1610 | D-6-75-147-29  | BW             |
| Buheleite 15 (Standort)                                  | Wohnhaus                                                   | Eingeschossiger Mansardwalmdachbau, erste Hälfte 19. Jahrhundert | D-6-75-147-30  | weitere Bilder |
| Buheleite 19 (Standort)                                  | Wohnhaus                                                   | Zweigeschossiger Traufseitbau mit Mansarddach, bezeichnet „1835“ | D-6-75-147-31  | weitere Bilder |
| Felsenkellerweg 7 (Standort)                             | Felsenkeller                                               | Mit Kellerhaus und baumbestandener Terrasse mit Stützmauer, 18./19. Jahrhundert                                                                                               | D-6-75-147-144 | BW             |
| Fleischmannstraße 4 (Standort)                           | Villa                                                      | Zweigeschossiger Kalksteinbau mit Satteldach und Sandsteingliederungen, um 1870/80                                                                                            | D-6-75-147-33  | weitere Bilder |
| Kapellenberg (Standort)                                  | Kapelle St. Moritz                                         | Gotischer Saalbau mit Fünfachtelschluss und Dachreiter, 1324 erwähnt, Umfassungsmauern von 1510, renoviert 1844                                                               | D-6-75-147-121 | weitere Bilder |
| Kapellensteige 1 (Standort)                              | Ehemaliges Fürstlich Schwarzenbergsches Brauhaus           | Zweigeschossiger Mansardwalmdachbau, im Kern 1670 | D-6-75-147-34  | weitere Bilder |
| Kapellensteige 1 (Standort)                              | Rückgebäude                                                | Hoher Bruchsteinbau mit unregelmäßiger Dachfläche, 18./19. Jahrhundert | D-6-75-147-34  | weitere Bilder |
| Lange Gasse 5 (Standort)                                 | Wohnhaus                                                   | Zweigeschossiger Eckbau mit Mansardwalmdach und geohrten Fensterrahmungen, 18. Jahrhundert                                                                                    | D-6-75-147-35  | weitere Bilder |
| Lange Gasse 6 (Standort)                                 | Wohnhaus                                                   | Dreigeschossiger Traufseitbau, mit geohrter Türrahmung, 18. Jahrhundert | D-6-75-147-36  | weitere Bilder |
| Lange Gasse 7 (Standort)                                 | Wohnhaus                                                   | Dreigeschossiger Traufseitbau mit Fachwerkobergeschoss, 18. Jahrhundert | D-6-75-147-37  | weitere Bilder |
| Lange Gasse 8 (Standort)                                 | Wohnhaus                                                   | Dreigeschossiger Massivbau mit Walmdach, klassizistisch, um 1800 | D-6-75-147-38  | weitere Bilder |
| Mainstraße 8 (Standort)                                  | Gasthaus                                                   | Dreigeschossiger Giebelbau, bezeichnet „1568“ | D-6-75-147-39  | weitere Bilder |
| Mainstraße 14 (Standort)                                 | Wohnhaus                                                   | Zweigeschossiger Sandsteinquaderbau mit Walmdachbau, Rundbogenstil, um 1840/50                                                                                                | D-6-75-147-40  | weitere Bilder |
| Mainstraße 28 (Standort)                                 | Fenster                                                    | Sandsteingewände, bezeichnet „1761“ | D-6-75-147-41  | weitere Bilder |
| Mainstraße 36 (Standort)                                 | Wohnhaus                                                   | Zweigeschossiger Putzbau mit Mansardwalmdach, bezeichnet „1886“ | D-6-75-147-42  | weitere Bilder |
| Mainstraße 40 (Standort)                                 | Wohnhaus                                                   | Zweigeschossiger Traufseitbau mit Mansardwalmdach, frühes 19. Jahrhundert | D-6-75-147-44  | weitere Bilder |
| Mainstraße 42 (Standort)                                 | Wohnhaus                                                   | Zweigeschossiger Traufseitbau mit Halbwalmdach, Bruchsteinmauerwerk, bezeichnet „1846“                                                                                        | D-6-75-147-45  | weitere Bilder |
| Mainstraße 50 (Standort)                                 | Wohnhaus                                                   | Zweigeschossiger Giebelbau, Bruchsteinmauerwerk, bezeichnet „1853“ | D-6-75-147-46  | weitere Bilder |
| Marktstraße 1 (Standort)                                 | Wohnhaus                                                   | Dreigeschossiger schmaler Giebelbau, Fachwerk, 17./18. Jahrhundert | D-6-75-147-47  | weitere Bilder |
| Marktstraße 2 (Standort)                                 | Maintor                                                    | Stadttor, sogenanntes Maintor, zweigeschossiger Massivbau mit Tordurchfahrt und Volutengiebeln, Renaissancebau, 1600, 1946/47 erneuert                                        | D-6-75-147-48  | weitere Bilder |
| Marktstraße 3 (Standort)                                 | Wohn- und Geschäftshaus                                    | Zweigeschossiger Traufseitbau mit Dacherker, verputztes Fachwerk, 18. Jahrhundert                                                                                             | D-6-75-147-49  | weitere Bilder |
| Marktstraße 4 (Standort)                                 | Rathaus                                                    | Dreigeschossiger Natursteinbau mit reich gegliederten Giebeln, Renaissancebau, von Hans Kesenbrod, 1579/81                                                                    | D-6-75-147-50  | weitere Bilder |
| Marktstraße 5 (Standort)                                 | Bürgerhaus, sogenanntes Haus zur Groe                      | Zweigeschossiger Massivbau mit reicher Barockfassade und Eckerker, bezeichnet „1725“                                                                                          | D-6-75-147-51  | weitere Bilder |
| Marktstraße 8 (Standort)                                 | Gasthaus Löwen                                             | Zweigeschossiger Flügelbau mit Fachwerkobergeschoss, im Kern 16. Jahrhundert, bezeichnet „1382“ im Inneren und „1739“                                                         | D-6-75-147-52  | weitere Bilder |
| Marktstraße 10 (Standort)                                | Wohn- und Geschäftshaus                                    | Zweigeschossiger Eckbau mit Mansarddach, Obergeschoss verputztes Fachwerk, 18. Jahrhundert                                                                                    | D-6-75-147-53  | weitere Bilder |
| Marktstraße 12 (Standort)                                | Wohn- und Geschäftshaus                                    | Zweigeschossiger Backsteinbau mit Volutengiebel, 1903 | D-6-75-147-54  | weitere Bilder |
| Marktstraße 12, rückwärtig zur Plochmanngasse (Standort) | Wohnhaus                                                   | Zweigeschossiges Halbwalmdachhaus mit verputztem Fachwerkobergeschoss, spätes 18. Jahrhundert                                                                                 | D-6-75-147-54  | weitere Bilder |
| Marktstraße 14 (Standort)                                | Wohn- und Geschäftshaus                                    | Dreigeschossiges Mansarddachhaus mit Fassadenstuck, 18. Jahrhundert | D-6-75-147-55  | weitere Bilder |
| Marktstraße 14, rückwärtig zur Plochmanngasse (Standort) | Wohnhaus                                                   | Dreigeschossiges Mansardwalmdachhaus, 18. Jahrhundert | D-6-75-147-55  | weitere Bilder |
| Neue Obernbreiter Straße 2 (Standort)                    | Gartenhaus                                                 | Zweigeschossiger Zinnenturm, neugotisch, zweite Hälfte 19. Jahrhundert | D-6-75-147-56  | weitere Bilder |
| Obere Rosmaringasse 2 (Standort)                         | Wohnhaus                                                   | Dreigeschossiger Satteldachbau, Obergeschoss verputztes Fachwerk, 17. Jahrhundert, über älterem Kern                                                                          | D-6-75-147-58  | BW             |
| Ochsenfurter Straße 1 (Standort)                         | Wohn- und Geschäftshaus                                    | Zweigeschossiges Eckhaus mit Mansardwalmdach, Obergeschoss verputztes Fachwerk, spätes 18. Jahrhundert                                                                        | D-6-75-147-60  | weitere Bilder |
| Ochsenfurter Straße 2 (Standort)                         | Wohnhaus                                                   | Dreigeschossiger Walmdachbau, frühes 19. Jahrhundert | D-6-75-147-140 | weitere Bilder |
| Ochsenfurter Straße 2, im Kellerbereich (Standort)       | Mikwe                                                      | 19. Jahrhundert | D-6-75-147-140 | BW             |
| Ochsenfurter Straße 3 (Standort)                         | Wohn- und Geschäftshaus                                    | Zweigeschossiger Satteldachbau mit verputztem Fachwerkobergeschoss, Giebel verschiefert, 1626                                                                                 | D-6-75-147-61  | weitere Bilder |
| Ochsenfurter Straße 4 (Standort)                         | Wohn- und Geschäftshaus                                    | Zweigeschossiger Satteldachbau, im Giebel verputztes Fachwerk, 18./19. Jahrhundert, Erdgeschossumbau bezeichnet „1925“                                                        | D-6-75-147-62  | weitere Bilder |
| Ochsenfurter Straße 9 (Standort)                         | Giebelhaus                                                 | Zweigeschossiger Fachwerkbau, verputzt, 17. Jahrhundert | D-6-75-147-65  | weitere Bilder |
| Ochsenfurter Straße 10 (Standort)                        | Wohnhaus                                                   | Zweigeschossiger Traufseitbau mit verputztem Fachwerkobergeschoss, 18./19. Jahrhundert                                                                                        | D-6-75-147-66  | weitere Bilder |
| Ochsenfurter Straße 12 (Standort)                        | Giebelhaus                                                 | Zweigeschossiger Massivbau mit Fachwerkobergeschoss, bezeichnet „1572“ | D-6-75-147-67  | weitere Bilder |
| Ochsenfurter Straße 30 (Standort)                        | Wohnhaus                                                   | Dreigeschossiger Natursteinbau mit Walmdach, klassizistische Gliederung, bezeichnet „1845“                                                                                    | D-6-75-147-68  | weitere Bilder |
| Pfarrgasse 1 (Standort)                                  | Wohnhaus                                                   | Zweigeschossiger Walmdachbau, bezeichnet „1717–1719“ | D-6-75-147-69  | weitere Bilder |
| Pfarrgasse 2 (Standort)                                  | Evangelisch-lutherische Pfarrkirche St. Nikolai            | Saalbau mit Chorturm und polygonaler Apsis, Turmuntergeschoss 14. Jahrhundert, Chor 15. Jahrhundert, Langhaus 1438; mit Ausstattung                                           | D-6-75-147-70  | weitere Bilder |
| Pfarrgasse 3 (Standort)                                  | Wohnhaus                                                   | Zweigeschossiger Eckbau mit Fachwerkobergeschoss, bezeichnet „1559“, erneuert                                                                                                 | D-6-75-147-71  | weitere Bilder |
| Pfarrgasse 6 (Standort)                                  | Stattliches Giebelhaus                                     | Mit vorkragenden Fachwerkobergeschossen, bezeichnet „1583“ | D-6-75-147-73  | weitere Bilder |
| Pfarrgasse 7 (Standort)                                  | Wohnhaus                                                   | Zweigeschossiger Traufseitbau mit Fachwerkobergeschoss, bezeichnet „1836“ | D-6-75-147-72  | weitere Bilder |
| Pfarrgasse 8 (Standort)                                  | Wohnhaus                                                   | Dreigeschossiger Giebelhaus mit Mansarddach, verputzte Fachwerkobergeschosse, bezeichnet „1789“                                                                               | D-6-75-147-74  | weitere Bilder |
| Pfarrgasse 9 (Standort)                                  | Ehemalige evangelische Schule                              | Zweigeschossiger Steinbau mit Walmdach, 1879 | D-6-75-147-75  | weitere Bilder |
| Pfarrgasse 11 (Standort)                                 | Wohnhaus                                                   | Zweigeschossiger Putzbau mit Walmdach und geohrten Fensterrahmungen, bezeichnet „1704“, um 1800 umgestaltet                                                                   | D-6-75-147-76  | weitere Bilder |
| Pfarrgasse 12 (Standort)                                 | Evangelisch-Lutherisches Pfarrhaus                         | Zweigeschossiger Massivbau mit Walmdach, bezeichnet „1710/11“ | D-6-75-147-77  | weitere Bilder |
| Pfarrgasse 12 (Standort)                                 | Toreinfahrt                                                | Sandstein, 17. Jahrhundert | D-6-75-147-77  | weitere Bilder |
| Pförtleinsgasse 2 (Standort)                             | Wohnhaus                                                   | Zweigeschossiger Giebelbau, Obergeschoss Fachwerk, verputzt, 18. Jahrhundert                                                                                                  | D-6-75-147-78  | weitere Bilder |
| Pförtleinsgasse 4 (Standort)                             | Wohnhaus                                                   | Zweigeschossiger Giebelbau, Obergeschoss Fachwerk, verputzt, mit geohrter Türrahmung, bezeichnet „1710“                                                                       | D-6-75-147-79  | weitere Bilder |
| Pförtleinsgasse 8 (Standort)                             | Wohnhaus                                                   | Giebeldoppelhaus mit verputzten Fachwerkobergeschossen, 17./18. Jahrhundert                                                                                                   | D-6-75-147-81  | weitere Bilder |
| Pförtleinsgasse 9 (Standort)                             | Wohnhaus                                                   | Zweigeschossiger Putzbau mit Mansardwalmdach und geohrten Rahmungen, bezeichnet „1746“                                                                                        | D-6-75-147-80  | weitere Bilder |
| Pförtleinsgasse 10 (Standort)                            | Ehemalige Synagoge und jüdische Schule                     | Dreigeschossiger Walmdachbau, mit Mikwe, 1717, nach 1945 umgestaltet und aufgestockt                                                                                          | D-6-75-147-136 | weitere Bilder |
| Pförtleinsgasse 10 (Standort)                            | Jüdisches Kriegerdenkmal                                   | um 1920 | D-6-75-147-136 | weitere Bilder |
| Plochmanngasse ()                                        | Siehe Marktstraße 12, 14                                   | nicht nachqualifiziert, im Bayerischen Denkmal-Atlas nicht kartiert | D-6-75-147-82  |                |
| Schillerallee 2 (Standort)                               | Friedhof                                                   | Mit Grabsteinen des 16. bis Mitte 20. Jahrhundert, angelegt 1566, erweitert 1618 und 1835                                                                                     | D-6-75-147-88  | weitere Bilder |
| Schillerallee 2 (Standort)                               | Friedhofskapelle                                           | Rechteckiger Saalbau mit Satteldach, bezeichnet „1586“, 1870 verändert, mit steinerner ehemaliger Freikanzel, um 1600                                                         | D-6-75-147-88  | weitere Bilder |
| Schillerallee 2 (Standort)                               | Friedhof, seitlich offene Holzlauben                       | Mit Satteldach an östlicher Friedhofsmauer | D-6-75-147-88  | weitere Bilder |
| Schillerallee 2 (Standort)                               | Friedhof, Gruftanlage, sogenannter Tauber-Lambert-Pavillon | Um 1720 | D-6-75-147-88  | weitere Bilder |
| Schillerallee 2 (Standort)                               | Friedhof, Friedhofsmauer mit Nord- und Ostportal           | 16. Jahrhundert | D-6-75-147-88  | weitere Bilder |
| Schillerallee 2 (Standort)                               | Friedhof, Tor                                              | Schmiedeeisern, 1883 | D-6-75-147-88  | weitere Bilder |
| Schloßplatz 1 (Standort)                                 | Wohnhaus                                                   | Dreigeschossiger Massivbau mit Walmdach, mit korbbogigem Tor, bezeichnet „1814“, erneuert                                                                                     | D-6-75-147-90  | weitere Bilder |
| Schloßplatz 3 (Standort)                                 | Ehemaliges Schloss der Grafen von Seinsheim                | Dreigeschossiger Bau Massivbau mit Volutengiebeln und quadratischem Treppenturm, um 1580                                                                                      | D-6-75-147-91  | weitere Bilder |
| Schulgasse 1, Schustergasse 8 (Standort)                 | Wohn- und Geschäftshaus                                    | Dreigeschossiger Traufseitbau mit Mansarddach, 18./19. Jahrhundert | D-6-75-147-103 | weitere Bilder |
| Schulgasse 2 (Standort)                                  | Giebelhaus                                                 | Obergeschoss Fachwerk verputzt, 17./18. Jahrhundert | D-6-75-147-92  | weitere Bilder |
| Schulgasse 5 (Standort)                                  | Wohnhaus                                                   | Zweigeschossiger Traufseitbau mit Barocktür, bezeichnet „1708“ | D-6-75-147-93  | weitere Bilder |
| Schulgasse 11 (Standort)                                 | Wohnhaus                                                   | Zweigeschossiger Putzbau mit Mansarddach, bezeichnet „1808“, über älterem Kern                                                                                                | D-6-75-147-94  | weitere Bilder |
| Schulgasse 15 (Standort)                                 | Wohnhaus                                                   | Zweigeschossiger Giebelbau mit Fachwerkobergeschoss, 16./17. Jahrhundert | D-6-75-147-95  | weitere Bilder |
| Schustergasse 1 (Standort)                               | Wohn- und Geschäftshaus                                    | Zweigeschossiger Giebelbau, Obergeschoss verputztes Fachwerk, 18. Jahrhundert                                                                                                 | D-6-75-147-96  | weitere Bilder |
| Schustergasse 2 (Standort)                               | Ehemaliges Handelshaus                                     | Dreigeschossiger Mansardwalmdachbau, reich verzierte Barockfassade mit Eckerker, durch Samson Wertheimer, von Joseph Greising, bezeichnet „1719“ und „1789“                   | D-6-75-147-97  | weitere Bilder |
| Schustergasse 4 (Standort)                               | Wohn- und Geschäftshaus                                    | Dreigeschossiger Giebelbau mit Satteldach, 18. Jahrhundert | D-6-75-147-99  | weitere Bilder |
| Schustergasse 5 (Standort)                               | Wohnhaus                                                   | Zweigeschossiger Traufseitbau, Obergeschoss verputztes Fachwerk, 18. Jahrhundert                                                                                              | D-6-75-147-100 | weitere Bilder |
| Schustergasse 6 (Standort)                               | Wohn- und Geschäftshaus                                    | Zweigeschossiger Giebelbau, Obergeschoss verputztes Fachwerk, 17./18. Jahrhundert                                                                                             | D-6-75-147-101 | weitere Bilder |
| Schustergasse 9 (Standort)                               | Wohn- und Geschäftshaus                                    | Zweigeschossiger Giebelbau mit Mansarddach, Giebel verputztes Fachwerk, 18. Jahrhundert                                                                                       | D-6-75-147-104 | weitere Bilder |
| Schustergasse 10 (Standort)                              | Wohn- und Geschäftshaus                                    | Zweigeschossiger Walmdachbau mit Giebelfassade, klassizistisch, 1830/40, über älterem Kern                                                                                    | D-6-75-147-105 | weitere Bilder |
| Schustergasse 11 (Standort)                              | Wohn- und Geschäftshaus                                    | Zweigeschossiger Traufseitbau, Obergeschoss verputztes Fachwerk, 18. Jahrhundert                                                                                              | D-6-75-147-106 | weitere Bilder |
| Schustergasse 14 (Standort)                              | Wohnhaus                                                   | Zweigeschossiger teilunterkellerter Traufseitbau mit Satteldach, verputztem Fachwerkobergeschoss und zweigeschossigem Pultwalmdachanbau, 1716/17 (dendro.dat)., im Kern älter | D-6-75-147-193 | BW             |
| Schustergasse 20 (Standort)                              | Bürgerhaus                                                 | Zweigeschossiger Eckbau, mit Fachwerkobergeschoss und Laubengang, 1603 | D-6-75-147-110 | weitere Bilder |
| Schustergasse 21 (Standort)                              | Türgewände                                                 | Sandstein, bezeichnet „1718“ | D-6-75-147-111 | BW             |
| Schustergasse 21, 23 (Standort)                          | Türgewände                                                 | Sandstein, wohl 1718 | D-6-75-147-112 | weitere Bilder |
| Schustergasse 25 (Standort)                              | Türgewände                                                 | Sandstein, bezeichnet „1744“ | D-6-75-147-113 | weitere Bilder |
| Schustergasse 35 (Standort)                              | Ehemaliges Handwerkerhaus                                  | Zweigeschossiger Traufseitbau mit Mansarddach und geohrten Fensterrahmungen, 18. Jahrhundert                                                                                  | D-6-75-147-116 | weitere Bilder |
| Schustergasse 39 (Standort)                              | Wohnhaus                                                   | Zweigeschossiger Traufseitbau, im Kern 17./18. Jahrhundert | D-6-75-147-118 | weitere Bilder |

### Gnodstadt
| Lage                                 | Objekt                              | Beschreibung | Akten-Nr.      | Bild           |
| ------------------------------------ | ----------------------------------- | --- | -------------- | -------------- |
| Am Frauenberg 4 (Standort)           | Wohnhaus                            | Zweigeschossiger Satteldachbau mit Treppengiebel, Sandsteinquader, 1889 | D-6-75-147-137 | BW             |
| Am Frauenberg 2, 4 (Standort)        | Einfriedung                         | Natursteinmauerwerk | D-6-75-147-137 | BW             |
| Am Frauenberg 4 (Standort)           | Scheune                             | Zweigeschossiger Massivbau mit Satteldach | D-6-75-147-137 | BW             |
| Channs 3 (Standort)                  | Wohnstallhaus                       | Eingeschossiger verputzter Fachwerkbau mit Satteldach, Ende 18. Jahrhundert | D-6-75-147-122 | weitere Bilder |
| Channs 5 (Standort)                  | Bauernhaus                          | Zweigeschossiger Sandsteinquaderbau mit Krüppelwalmdach, um 1860 | D-6-75-147-123 | weitere Bilder |
| Channs 15 (Standort)                 | Bauernhaus                          | Zweigeschossiger Sandsteinquaderbau mit Krüppelwalmdach, bezeichnet „1856“ | D-6-75-147-124 | weitere Bilder |
| Dr.-Conrad-Straße 1 (Standort)       | Hofeinfriedung                      | Mit Torpfeilern aus Naturstein, schmiedeeisernes Tor und Gitter, erste Hälfte 19. Jahrhundert | D-6-75-147-125 | weitere Bilder |
| Hauptstraße 6 (Standort)             | Bauernhaus                          | Zweigeschossig mit Fachwerkobergeschoss und Krüppelwalm, um 1800 | D-6-75-147-126 | weitere Bilder |
| Hauptstraße 8 (Standort)             | Bauernhaus                          | Zweigeschossiger Satteldachbau, in Teilen mit Fachwerkobergeschoss und Fachwerkgiebel, 17./18. Jahrhundert | D-6-75-147-127 | weitere Bilder |
| Hauptstraße 8 (Standort)             | Torpfeiler und Pforte               | Sandstein, bezeichnet „1820“ | D-6-75-147-127 | weitere Bilder |
| Hauptstraße 10 (Standort)            | Bauernhaus                          | Zweigeschossiger Sandsteinquaderbau mit Krüppelwalmdach, bezeichnet „1849“ | D-6-75-147-128 | weitere Bilder |
| Hauptstraße 18 (Standort)            | Bauernhaus                          | Giebelbau mit Fachwerkobergeschoss und Freitreppe, Kellergeschoss Sandsteinquader mit Rundbogentor, Ende 18. Jahrhundert | D-6-75-147-129 | weitere Bilder |
| Kreuzweg (Standort)                  | Bildstock                           | Mit Kreuzigungsrelief, Sandstein, bezeichnet „1598“ | D-6-75-147-134 | BW             |
| Nähe Pfarrer-Geyer-Straße (Standort) | Friedhof                            | Ehemalige befestigte Anlage mit Grabmälern des 18., 19. und frühen 20. Jahrhunderts | D-6-75-147-133 | weitere Bilder |
| Nähe Pfarrer-Geyer-Straße (Standort) | Friedhofsmauer                      | Natursteinmauerwerk, teilweise mittelalterlich | D-6-75-147-133 | weitere Bilder |
| Pfarrer-Geyer-Straße 2 (Standort)    | Ehemaliges Amtshaus                 | Zweigeschossiger Walmdachbau, bezeichnet „1731“ | D-6-75-147-130 | weitere Bilder |
| Pfarrer-Geyer-Straße 4 (Standort)    | Pfarrhaus                           | Zweigeschossiger Halbwalmdachbau, um 1820 | D-6-75-147-131 | weitere Bilder |
| Pfarrer-Geyer-Straße 19 (Standort)   | Evangelisch-lutherische Pfarrkirche | Saalbau mit leicht eingezogenem Polygonalchor, Turm 13. Jahrhundert mit Helm von 1577, Langhaus im Kern gotisch, im 18. Jahrhundert verändert, Chor spätgotisch; mit Ausstattung                                                                          | D-6-75-147-132 | weitere Bilder |
| Würzburg-Ansbach, B 13 (Standort)    | Mautpyramide                        | Obeliskähnliches Grenzmal, errichtet anlässlich des Chausseebaus von Markgraf Friedrich Karl Alexander von Brandenburg, Sandstein, 1766/73, 2010 durch einen Verkehrsunfalls schwer beschädigt, 2012 östlich der Straße auf gleicher Höhe wiederaufgebaut | D-6-75-147-135 | weitere Bilder |

## Abgegangene Baudenkmäler
| Lage                             | Objekt    | Beschreibung          | Akten-Nr.     | Bild           |
| -------------------------------- | --------- | --------------------- | ------------- | -------------- |
| Ochsenfurter Straße 8 (Standort) | Inschrift | „J. C. Grötsch, 1827“ | D-6-75-147-64 | weitere Bilder |